# Tod in Venedig (Film)
Tod in Venedig (Originaltitel: Morte a Venezia), auch Der Tod in Venedig, ist der Titel eines Films von Luchino Visconti aus dem Jahre 1971. Er beruht auf der gleichnamigen Novelle von Thomas Mann. 
Von der Vorlage ausgehend schildert Visconti, wie Gustav von Aschenbach, dargestellt von Dirk Bogarde, während seines Urlaubs in Venedig dem schönen Knaben Tadzio verfällt, ihn heimlich beobachtet und verfolgt und trotz der sich ausbreitenden Cholera die todbringende Stadt nicht verlässt. Anders als in der Novelle ist der Reisende kein berühmter Schriftsteller, sondern ein gescheiterter und kränkelnder Komponist. Visconti band über Rückblenden den Roman Doktor Faustus ein und warf so Fragen der Künstlerproblematik und Musikästhetik auf.
Mit der detaillierten Beschreibung Venedigs, der Atmosphäre von Dekadenz und Verfall und der spätromantischen Musik Gustav Mahlers markiert der mehrfach ausgezeichnete, teilweise kontrovers diskutierte Film einen Wendepunkt in der Geschichte der Thomas-Mann-Adaptionen. Im zweiten Teil seiner Deutschen Trilogie konzentrierte sich Visconti weniger darauf, die Handlungsfolge der Vorlage zu inszenieren, als sie mit filmspezifischen Mitteln zu übersetzen und dabei den vielschichtigen Prätext und die Farbsymbolik beizubehalten. Morte a Venezia führte zu einer weiteren Popularisierung Mahlers, wirkte stilbildend und beeinflusste spätere Literaturverfilmungen. 
Wie Bogarde angab, war die Rolle des zerrissenen und scheiternden Mannes der Höhepunkt seiner künstlerischen Laufbahn. Björn Andrésen, der Darsteller des Tadzio, wurde weltberühmt, äußerte sich später allerdings ambivalent über die Folgen des frühen Ruhms.

## Handlung
Der Komponist Gustav von Aschenbach reist nach Venedig, um sich zu erholen. Ein Dampfschiff, das den Namen Esmeralda trägt, gleitet im Morgengrauen in die Lagune der Stadt, während das Adagietto aus Mahlers 5. Sinfonie zu hören ist. Auf dem Deck sitzt der Komponist – im Mantel eingeschlossen und mit einem Schal vor der Kälte geschützt – in die Weite blickend. Als Aschenbach das Schiff verlassen und in die Gondel steigen will, belästigt ihn ein zudringlicher, auffällig geschminkter Greis mit anzüglichen Gesten und Redensarten, worauf er sich indigniert abwendet. Der rothaarige Gondoliere wiederum bringt ihn nicht nach San Marco, wo er den Vaporetto nehmen will, sondern gegen seinen Wunsch direkt zum Lido, an dessen Strand das Grand Hotel des Bains steht. Dort nimmt er Quartier und stellt zunächst Bilder seiner Frau und seiner Tochter auf.
Während er in der Hotelhalle auf das Abendessen wartet und das vierköpfige Hausensemble Salonstücke von Franz Lehár leiert, fällt ihm eine Gruppe polnischer Jugendlicher auf, die von einer Gouvernante begleitet wird. Wie gebannt bleibt sein Blick auf dem schönen Knaben Tadzio hängen, der, mit einem englischen Matrosenanzug bekleidet, gedankenverloren in den Raum schaut. Mit seinen schulterlangen, blonden Haaren und der lässigen Haltung hebt er sich von den gescheitelten, züchtig gekleideten Schwestern ab. Von diesem Bild ausgehend, gleiten Aschenbachs Gedanken zurück zu einem langen Gespräch mit seinem Freund und Schüler Alfried, der mit dem Werk des Lehrers vertraut ist. In der immer emotionaler und heftiger werdenden Auseinandersetzung diskutieren sie grundlegende Fragen der Ästhetik, die für Aschenbach mit seiner auch erzieherisch verstandenen Rolle als Künstler verbunden sind. Zentral ist hierbei die Frage, ob Schönheit künstlerisch oder natürlich entstehe und als Naturphänomen der Kunst überlegen sei. Alfried vertritt dabei vehement die These von ihrer Natürlichkeit, was filmtechnisch durch das gleichzeitige Einblenden des Gesichts Tadzios unterstützt wird. Schönheit bestehe aus vielen und häufig mehrdeutigen Elementen – Musik sei die Mehrdeutigkeit selbst, was er mit einer einfachen Melodie aus dem Finale der vierten Sinfonie Mahlers am Klavier demonstriert.
In den folgenden Tagen beobachtet Aschenbach, wie der Junge mit seinen Gefährten spielt und im Meer badet. Er scheint beliebt und geachtet zu sein, da sein Name häufig gerufen wird und er beim Bau einer Sandburg Anweisungen erteilt. Sein engster Freund ist der kräftigere und dunkelhaarige Jaschu, ein Pole wie er, der in einer Szene den Arm um seine Schulter legt und ihn auf die Wange küsst, worauf der Beobachter lächelt und bald darauf einige am Strand erworbene Erdbeeren verzehrt. Kurz danach warnt ein britischer Hotelgast eindringlich davor, frisches Obst am Strand zu erwerben.
Einmal trifft Aschenbach den Schönen inmitten einer Gruppe aufgeräumter Jugendlicher im Hotelfahrstuhl und kommt ihm sehr nahe. Als Tadzio rückwärtsgehend den Lift verlässt, wirft er dem Beobachter laszive Blicke zu. Aufgewühlt erreicht Aschenbach sein Zimmer, erinnert sich an ein weiteres, von persönlichen Vorwürfen begleitetes Streitgespräch mit Alfried und beschließt, Venedig zu verlassen. Doch der Entschluss ist zaghaft, und der von den Worten „Gott möge dich segnen“ begleitete Abschied von Tadzio lediglich vorläufig. Als am Bahnhof sein Gepäck vertauscht wird, lässt er sich zum Lido zurückbringen, erleichtert, ja voller Freude darüber, erneut in seiner Nähe sein zu dürfen. Zuvor sieht er, wie ein ausgezehrter Mann in der Bahnhofshalle zusammenbricht, ein Zeichen der sich nähernden Seuche. Bald will er Näheres erfahren, wird aber stets vertröstet. So wiegelt der schmeichlerische Hoteldirektor ab und spricht von aufgebauschten Skandalgeschichten der ausländischen Presse.
Als der Knabe einige Tage später, umhüllt von einem weißen Badetuch und mit nackter Schulter, dicht an Aschenbachs Strandhütte vorüberschlendert und ihn anblickt, wird er zu Teilen einer Komposition angeregt. Es erklingt das Misterioso aus der dritten Sinfonie mit Nietzsches Trunkene(m) Lied „Oh Mensch! Gib Acht!“, das sich im vierten und letzten Teil seines Zarathustra findet.
Am folgenden Tag, noch immer unter den Klängen des trunkenen Liedes, begibt er sich wie üblich zum Strand und trifft unter dem überdachten Holzsteg auf Tadzio, der mit zwei Freunden spricht, die sich eben entfernen. Tadzio nimmt Aschenbach wahr und dreht sich vor ihm kokett um drei der Stäbe. Aschenbach ringt mit sich und hebt zögerlich den Arm, als wollte er ihn ansprechen. Da läuft der Junge davon und lässt ihn zurück. Geschwächt tastet Aschenbach sich an den Hütten entlang und lehnt sich mit angestrengtem Gesicht an eine der Holzwände.
Während Tadzio sich in der nächsten Szene an Beethovens Klavierstück Für Elise versucht, denkt Aschenbach an eine Begegnung mit der Prostituierten Esmeralda, die das Stück ebenfalls gespielt hatte.
Eines Abends kehrt der Junge von einem Ausflug zurück und geht dicht an Aschenbach vorüber, wobei ihre Blicke sich kreuzen. Tadzio lächelt ihn an. Erschüttert lässt er sich in der Dunkelheit auf einer Bank nieder, spricht vor sich hin und bekennt schließlich: „Ich liebe dich!“
Bald darauf tritt eine vierköpfige Musikantengruppe im Vorgarten des Hotels auf und unterhält das Publikum mit schmachtenden Straßenliedern. Unter ihnen tut sich ein rothaariger Gitarrist und Sänger hervor, der die Schnulze Chi vuole con le donne aver fortuna vorträgt und sich den Gästen auf der großen Terrasse mit Faxen und Grimassen nähert. Während seine freche Darbietung viele Anwesende amüsiert, bleiben Tadzio und seine Mutter ernst und reagieren distanziert bis verlegen. Aschenbach wirkt angespannt und empfängt gelegentlich Blicke des Jüngeren, der anmutig mit dem linken Unterarm an der Brüstung lehnt. Die Gruppe wird hinausexpediert, kehrt aber zurück und spielt einen witzigen Schlager mit Lach-Refrain, den der Gaukler mit teils obszönen Gesten begleitet. Sein rhythmisches Lachen ist so komisch und unbändig, dass es auf einige Zuhörer und selbst die Gouvernante und eine der Schwestern Tadzios ansteckend wirkt. Fragen nach der Seuche beantwortet der Sänger ausweichend.
Tags darauf berichtet ein freundlicher Reisebüroangestellter am Markusplatz zögernd von der indischen Cholera, die sich seit einigen Jahren ausbreite und auch in Venedig bereits viele Opfer gefordert habe. Er rät Aschenbach, lieber heute als morgen abzureisen. Während der ausführlichen Erklärung malt Aschenbach sich aus, wie er sich der vornehmen, perlengeschmückten Mutter Tadzios nähert, sie vor den Gefahren warnt und dem herbeigerufenen Sohn über den Kopf streichelt.
Es gelingt Aschenbach nicht, seine Leidenschaft für den Knaben platonisch zu bewältigen und weiter für sein Schaffen zu nutzen. Immer mehr verliert sich der Alternde in Tagträumen und Gefühlen für den unerreichbaren Jüngling, mit dem er kein Wort wechselt, der im Laufe der Zeit aber die Leidenschaft bemerkt und reagiert, indem er ihm geheimnisvolle Blicke zuwirft und für ihn posiert. Er verfolgt Tadzio, seine Schwestern und die Gouvernante durch die Gassen und über die Plätze Venedigs bis in den Markusdom, wo er ihn beim andächtigen Gebet beobachtet. Von einem schwatzhaften Coiffeur lässt er sich die ergrauten Haare und den Schnurrbart schwarz färben, das Gesicht weiß schminken, die Wangen mit Rouge betonen, Lippenstift auftragen und eine Rose ins Knopfloch stecken und ähnelt nun dem aufdringlichen Gecken, der ihn bei seiner Ankunft belästigt hatte. So zurechtgemacht, verfolgt er die Gruppe erneut, bis er an einem Brunnen auf dem schmutzigen Boden zusammensinkt und in ein verzweifeltes Lachen ausbricht. In der folgenden Szene träumt er in seinem Hotelzimmer von einer ausgepfiffenen Aufführung in München und Alfrieds Vorwürfen. Nachdem er hochgeschreckt ist, wird das engelhafte Gesicht Tadzios vor blauem Himmel eingeblendet.
Aschenbach erfährt, dass die polnische Familie abreisen wird. Als er sich an den nahezu menschenleeren Strand begibt, singt eine ältere Dame von einem Strandkorb aus in russischer Sprache das Wiegenlied aus Mussorgskis Liedern und Tänzen des Todes. Er trägt einen hellen Sommeranzug mit roter Krawatte, humpelt und ist so geschwächt, dass er sich bei einem jungen Hotelmitarbeiter abstützen muss. Im Liegestuhl erschöpft und mit hängenden Armen sitzend, beobachtet er ein letztes Mal den Knaben, während ihm die Farbe des gefärbten Haares über das erhitzte Gesicht läuft. Beunruhigt bemerkt er, wie das Spiel mit dem körperlich überlegenen Jaschu ausartet. Durch einen Sandwurf Tadzios gereizt, verwickelt dieser ihn in einen Ringkampf, lässt nicht von ihm ab und drückt sein Gesicht auf den Boden. Nachdem Tadzio sich etwas erholt und eine Versöhnungsgeste zurückgewiesen hat, schlendert er hinunter ans Meer, in dem sich die Sonne spiegelt, während erneut die entrückten Klänge des Adagiettos zu hören sind. Er watet durch das seichte, sich langsam vertiefende Wasser, bis er eine Sandbank erreicht. Langsam dreht er sich um und blickt über die Schulter zurück zum Ufer und auf Aschenbach, der sterbend seine Bewegungen verfolgt. Tadzio hebt langsam den Arm und deutet in die Ferne. Aschenbach versucht, sich zu erheben, sinkt dann aber tot im Liegestuhl zusammen.

## Produktion

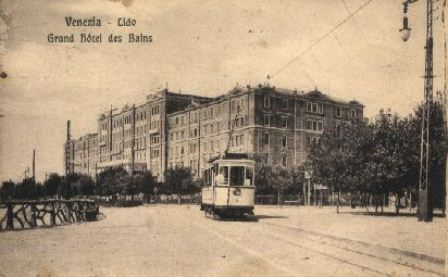
Das Grand Hotel des Bains war Aufenthaltsort Manns und diente auch für die Verfilmung als Drehort.

Visconti drehte viele Szenen im Grand Hotel des Bains, in dem Thomas Mann 1911 seinen Urlaub verbracht hatte, der ihn zu der Novelle inspirierte. Mit seiner Familie gehörte der junge Visconti im Jahr darauf selbst zur vornehmen Gesellschaft des Hotels, die er dort knapp 60 Jahre später in seinem Film prunkvoll in Szene setzen sollte. Neben dem kosmopolitischen Charme atmet es auch jene zurückhaltende Eleganz, die sich in Marcel Prousts Grand Hotel in Balbec findet, mit dem Visconti eine lange geplante Verfilmung der Suche nach der verlorenen Zeit beginnen wollte. Die Rückblick-Szenen wurden in Österreich und Norditalien aufgenommen.
Zunächst gab es organisatorische und rechtliche Schwierigkeiten, da die Filmrechte bereits vergeben waren. Die Nachlassverwalterin Erika Mann hatte sie im Jahre 1963 für 18.000 US-Dollar an den Schauspieler und Regisseur José Ferrer und den Filmproduzenten Joseph Besch verkauft, die anschließend bei H. A. L. Craig ein Drehbuch in Auftrag gaben, in dem Aschenbach wie in der Novelle ein Schriftsteller war. Zunächst wollte Ferrer Regie führen, zog sich dann aber zugunsten von Franco Zeffirelli zurück.
Die Hauptrolle wurde von renommierten Schauspielern abgelehnt. Neben John Gielgud und Burt Lancaster sagte auch Alec Guinness ab, für Piers Paul Reads die „größte verpasste Gelegenheit“ seines Lebens, gehöre er doch zu den wenigen Schauspielern, die einen Schriftsteller überzeugend verkörpern könnten.
Nach langen Verhandlungen der Anwälte wurde im März 1970 ein Vertrag unterzeichnet, mit dem Ferrer, der die Rolle Aschenbachs erst selbst hatte übernehmen wollen, seine Rechte für 72.000 US-Dollar an Visconti verkaufte.
Schon während der Dreharbeiten kam es zu Irritationen und Protesten, die sich vor allem an der Beziehung zwischen Mahler und Aschenbach entzündeten. Die berühmte literarische Vorlage, die große Filmgesellschaft und Namen wie Visconti und Bogarde trugen dazu bei, dass die Adaption neugierig erwartet wurde und es noch vor der Ausstrahlung des Films zu Diskussionen kam. 
Das Interesse schlug sich in Zeitungsartikeln und Beiträgen in Film- und Literaturzeitschriften nieder, in denen die Wandlung des Schriftstellers in einen Komponisten und die eingesetzte Musik thematisiert wurden.
Den größten Einfluss hatte der umfangreiche Artikel Visconti in Venice des amerikanischen Filmkritikers Hollis Alpert, der im August 1970 in Saturday Review veröffentlicht wurde, einem anerkannten Wochenmagazin. Alpert war nach Venedig gereist, um mit Visconti über die laufenden Arbeiten zu diskutieren. Als der Regisseur nicht zur Verfügung stand, wandte der Kritiker sich an Dirk Bogarde, der bereit war, über den Film und seine Rolle zu sprechen und den er als vertrauenswürdige Quelle einschätzte. Bogarde gab eine Anekdote Viscontis wieder, die diesen bewogen habe, den Schriftsteller in einen Komponisten des frühen zwanzigsten Jahrhunderts zu verwandeln: Thomas Mann habe auf dem Rückweg von Venedig einen einundfünfzigjährigen, weinenden Mann mit gefärbten Haaren und schlechtem Make-up in einem Zug getroffen, der offensichtlich in großer Not war. Er habe ihn angesprochen und erfahren, dass es Gustav Mahler selbst sei, verliebt in einen Jungen, der Schönheit, Reinheit und Unschuld verkörpere.
Am Ende des Films sei Bogarde in der Rolle Aschenbachs am Strand und beobachte den Jungen, der das choleraverseuchte Venedig bald verlassen werde.
Die Begegnung im Zug hat nicht stattgefunden und ist frei erfunden. Sie kann sich schon deswegen nicht ereignet haben, weil der herzkranke Komponist während der letzten Stationen seines Lebens in New York, Paris und schließlich Wien von anderen Sorgen geplagt war.
Wie Alpert beschreibt, ließen die ersten Versuche mit der Schminke den Schauspieler auf unheimliche Weise wie Mahler aussehen, was den Beteiligten als zu große Nähe erschien, so dass sie sich für eine Ähnlichkeit mit Thomas Mann entschieden.

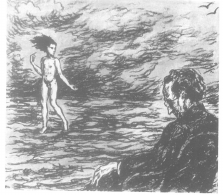
Der Tod, Lithographie von Wolfgang Born

Alperts Artikel führte zu zahlreichen Leserbriefen an die Zeitschrift. So betonte Thomas Manns Witwe Katia im Oktober desselben Jahres, dass die Anekdote über die Begegnung im Zug abwegig sei und „der Protagonist und die Handlung [...] absolut keine Beziehung zu Mahler“ hätten. Mahlers zweite Tochter Anna reagierte ebenfalls und verneinte „jede Intention seitens Thomas Manns, Aschenbach mit Mahler zu identifizieren.“ Sie verwies auf einen Brief Golo Manns, der von einer Lüge gesprochen habe. Daraufhin stritt auch Visconti jede physische Ähnlichkeit mit Mahler ab. Er habe nicht beabsichtigt, „Bogarde auch nur in irgendeiner Weise anders aussehen zu lassen als meine Vorstellung von Aschenbach“.
Thomas Mann hatte indes selbst auf die Beziehungen zwischen dem verehrten Komponisten und seiner Novellenfigur hingewiesen. In einem Brief vom 25. März 1921 schrieb er dem Kunsthistoriker Wolfgang Born, dass der Tod Mahlers, den er „auf der Insel Brioni“ über die Wiener Presse verfolgt habe, in das Konzept der Novelle eingegangen sei. Die „verzehrend intensive Persönlichkeit“ des Musikers habe auf ihn „den stärksten Eindruck“ gemacht. „Die Erschütterungen seines Sterbens“ hätten sich „mit den Eindrücken und Ideen“ gemischt, „aus denen die Novelle hervorging.“ Er habe seinem „orgiastischer Auflösung verfallenen Helden nicht nur den Vornamen des großen Musikers“, sondern in der äußerlichen Beschreibung auch „die Maske Mahlers“ verliehen. Das mit Der Tod betitelte, letzte Bild der Sammlung zeige den Kopf Aschenbachs und trage „unverkennbar“ Mahlers Züge. Der Brief erschien als Vorwort zur Bildermappe Der Tod in Venedig, die neun Lithographien Borns enthielt.

## Veröffentlichung
Der in englischer Sprache gedrehte Film feierte am 1. März 1971 in London seine Weltpremiere, bei der auch Königin Elisabeth II. und Prinzessin Anne anwesend waren und Spendengelder zur Erhaltung Venedigs gesammelt wurden. In Westdeutschland kam Tod in Venedig am 4. Juni 1971 in die Kinos; in der DDR war er im Jahr 1974 das erste Mal zu sehen. Die Fernsehpremiere erfolgte am 14. März 1993 im ZDF.

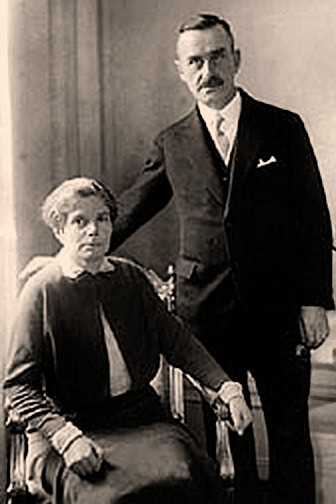
Katia und Thomas Mann, 1929

Auch mit weiteren Aussagen wollten Katia Mann und Visconti Schaden abwenden, der sich nach dem Filmstart allerdings ereignen sollte. Klaus Pringsheim, der Schwager Thomas Manns, sandte ein scharfes Protestschreiben an die Filmgesellschaft. Er sprach von einem „Verbrechen zweifacher Verleumdung“ sowohl gegen Mahler, „dessen verehrungswürdiges Bild erbärmlich entehrt“ werde, wie gegen Thomas Mann, dessen „Roman“ (sic!) für „Millionen Kinogänger(n), die ihn nicht gelesen haben, als Quelle der Verleumdung gebrandmarkt wird.“ Es müsse und werde „etwas geschehen, um ein unverzeihliches Unrecht wiedergutzumachen und um die Namen zweier Giganten der europäischen Literatur und Musik vor weiteren Beleidigungen zu schützen.“
Der offene Brief war von Dirigenten wie Otto Klemperer, Fritz Mahler und Wolfgang Sawallisch sowie dem Präsidenten der Internationalen Gustav-Mahler-Gesellschaft Erwin Ratz unterzeichnet worden und wurde im Dezember 1972 in der Österreichischen Musikzeitschrift unter dem Titel „Protest gegen Mahler-Diffamierung“ veröffentlicht. Es sei verbreitet worden, die Handlung des Films „basiere [...] auf einer Episode aus dem Leben Gustav Mahlers,“ was den Tatsachen und der Novelle widerspreche, die mit einem eigenen Erlebnis Manns in Venedig 1911 verbunden und ansonsten Produkt der Phantasie sei. Aschenbach weise zwar gewisse autobiographische Bezüge auf, sei aber „eine erfundene Figur“. Tadzio sei einem „wunderschönen Knaben nachgebildet“, dem der Autor in der Stadt begegnet sei, und lebe nun als Baron Wladyslaw Moes in Warschau. Als Reverenz vor dem Komponisten habe Thomas Mann den Vornamen Gustav gewählt und ihm das Äußere Mahlers verliehen. Visconti wurde vorgeworfen, die Erzählung und ihre historische Basis verfälscht zu haben; Anspielungen auf den Tod der Tochter und ein Abschnitt der vierten Sinfonie, mit der Alfried seine Thesen untermauern wolle, würden Authentizität vorgaukeln.
Dass gerade die ausführliche Beschreibung Tadzios der Reise nach Venedig zu verdanken ist, wurde von Katia Mann bestätigt. In einem späten Interview erklärte sie, dass der „sehr reizende, bildhübsche, etwa dreizehnjährige Knabe“ mit seinem „Matrosenanzug, einem offenen Kragen und einer netten Masche“ ihrem Mann aufgefallen war. Er sei fasziniert gewesen, habe ihn „über die Maßen“ gemocht und „immer am Strand mit seinen Kameraden beobachtet“, obgleich er ihm nicht „durch ganz Venedig nachgestiegen“ sei.
Nach einiger Zeit glätteten sich die Wogen, zumal Michael Mann sich in einem weiteren offenen Brief für Visconti einsetzte und dessen Herangehensweise mit der Technik seines Vaters rechtfertigte. Die Novelle sei filmisch gut umgesetzt worden und das „künstlerische(n) Wagnis“ gelungen, da die „latenten Beziehungen zu Mahler sichtbar und hörbar“ gemacht worden seien. Der „Aschenbach auf der Leinwand“ sei indes „von Anfang an ein Gebrochener [...], ein neurotischer Sonderling“, der „traurig“ sterbe und dem die Schopenhauersche Fallhöhe des Originals fehle.

## Hintergrund

### Luchino Visconti
Luchino Visconti fühlte sich der deutschen Kultur, Literatur und Musik verbunden und schätzte neben Goethe vor allem Thomas Mann. Die europäische Gesellschaft der Belle Époque habe größere Gegensätze und ästhetische Leistungen hervorgebracht als die Gegenwart, die grau, nivelliert und unästhetisch sei. Seine Filme sind daher von einer nostalgischen Rückbesinnung auf die klassische Moderne geprägt, in „deutsche Musik, Mahler, Wagner“ und ins Werk Thomas Manns „eingetunkt“ und wie bei dem verehrten Schriftsteller vom „Geheimnis der Krankheit und des Leidens“ geprägt.
In seiner Deutschen Trilogie ging er den Verfallserscheinungen deutscher Kultur auf den Grund und reagierte auf Richard Wagners Tetralogie Der Ring des Nibelungen.
Mit der Künstlernovelle Thomas Manns war Visconti lange vertraut. Wie sein damaliger Freund Horst P. Horst erklärte, trug er bereits Mitte der 1930er Jahre stets drei in rotes Leder gebundene Dünndruck-Exemplare bei sich: Marcel Prousts Auf der Suche nach der verlorenen Zeit, André Gides Die Falschmünzer und Thomas Manns Der Tod in Venedig.
Er entwarf das Libretto Mario e il Mago nach der Novelle Mario und der Zauberer, die wegen ihrer kritischen Töne zur Zeit des italienischen Faschismus in Italien nicht veröffentlicht werden durfte. Nach Angaben des mit ihm verschwägerten Komponisten Franco Mannino lernte er Thomas Mann persönlich kennen, als dieser die Bearbeitung autorisierte und dabei auch die Partitur und Instrumentation Manninos prüfte. Choreographiert von Léonide Massine, wurde das Ballett am 25. Februar 1956 an der Mailänder Scala uraufgeführt. Mit der 1969 aufgeführten Oper Luisella nach der bissigen Erzählung Luischen vertonte Mannino ein weiteres Werk Thomas Manns.
In den Tagebüchern findet sich für eine Begegnung mit Visconti und Mannino indes keine Bestätigung, während ein anderer Kontakt mit der Familie Mann verbürgt ist: Nachdem Elisabeth Mann Borgese, die jüngste Tochter Thomas Manns, ihre Schwester Erika auf den Erfolg des Balletts aufmerksam gemacht hatte, sandte diese Visconti ein Telegramm, lobte seinen Mario und erkundigte sich, ob er interessiert sei, die „Produktion eines Felix-Krull-Films mit erstklassiger Firma“ als deutsch-italienische Koproduktion zu leiten. Da sich das Projekt mit Erikas Wunsch-Regisseur Visconti nicht verwirklichen ließ, wurde es schließlich von Kurt Hoffmann mit Horst Buchholz in der Titelrolle realisiert.
Zeit seines Lebens wollte er weitere Werke Thomas Manns verfilmen, so den Erwählten, Tonio Kröger und Joseph und seine Brüder. Als es Schwierigkeiten mit einer Adaption des umfangreichen Zeitromans Der Zauberberg gab, überlegte er, Die Betrogene mit Ingrid Bergman in der Titelrolle zu verfilmen.
Wegen des heiklen Themas der schließlich ausgewählten Novelle dauerte es lange, das Produktionsbudget von insgesamt rund zwei Millionen US-Dollar zu beschaffen. Dirk Bogarde erinnerte sich in seiner Autobiografie, dass das mitproduzierende Studio Warner Brothers den Film in den Vereinigten Staaten zunächst nicht veröffentlichen wollte, da es ein Verbot wegen Obszönität fürchtete.
Seine Version der Novelle lässt autobiographische Bezüge erkennen: Noch vor dem Ersten Weltkrieg, ein Jahr nach Thomas Manns Aufenthalt, hatte er mit Mutter und Großmutter Venedig besucht. In den Bildern des Strandes mit seinem Licht, den spielenden Kindern und aufmerksamen Gouvernanten fasste er die glücklichen Ferientage dieser Zeit zusammen.
Mit der von Silvana Mangano gespielten würdevollen Mutter Tadzios porträtierte Visconti seine eigene Mutter Carla Erba und setzte ihr ein filmisches Denkmal. Das zeigt sich auch in der gewählten Bekleidung. So erklärte der für den Oscar nominierte Kostümbildner Piero Tosi, dass die vornehme Dame so gekleidet sein sollte wie Donna Carla, die auf vielen Fotografien „endlose Meter von [...] Tüll“ getragen habe. Visconti erklärte der Schauspielerin, wie seine Mutter „sich ihr Tuch umwarf“, um zu sehen, ob sie dies darstellen könnte. Nachdem der Film fertiggestellt war, habe er ihr gesagt, dass sie ihm nicht nur als Mutter Tadzios, sondern als „Mutter der Schönheit und des Todes“ im Gedächtnis bleiben und stets mit seiner eigenen Mutter verbunden sein werde.
Gräfin Visconti, die wegen ihrer Schönheit verehrt wurde, kam mit einer Entourage von Dienstboten und Kindermädchen an den Strand und hatte dort mehrere Kabinen. Trotz aller Eleganz wirkt die Dargestellte nicht so „kühl und gemessen“, wie Thomas Mann sie in der Vorlage beschreibt, sondern mitfühlend und liebenswert.
Der Aschenbach des Films erinnert nicht nur an Thomas Mann und Gustav Mahler, sondern auch an Visconti selbst: Eben im Hotelzimmer angekommen, stellt er die Bilder seiner Familie auf, betrachtet sie liebevoll und küsst das Porträt seiner Frau. So charakterisiert der Regisseur nicht nur den Reisenden, der sein Gewissen befragt, sondern spielt auf seine Angewohnheit an, in Hotels und anderen Häusern „liebevoll die Photographien seiner Eltern, seiner Geschwister, seiner Mutter“ zu arrangieren, als wollte er mit ihnen „seine eigenen Dämonen beschwören“. Aschenbach reist in die Ferne, um sich von einem Fiasko zu erholen. Dass er sich an den Zusammenbruch nach dem ausgepfiffenen Konzert erinnert, deutet ebenfalls auf Visconti. Nach eigenen Angaben verarbeitete er in der letzten Rückblende ein Pfeifkonzert, mit dem zehn Jahre zuvor der Film Rocco und seine Brüder, ein Spätwerk des Neorealismus, aufgenommen worden war.
Visconti betonte mehrfach die geistige Verwandtschaft mit Thomas Mann, der 31 Jahre vor ihm geboren worden war, und zählte sich zu dessen Epoche. Obwohl er sich eingehend mit seinem Œuvre befasst hatte, war er an einer werknahen Umsetzung nicht interessiert. Wie etwa Franz Seitz bevorzugte er Vorlagen verstorbener Autoren, „um gewisse Widerstände zu vermeiden“, und ging so weit, die Bedenken auch auf die hinterbliebene Familie zu übertragen, die „so vermindert“ wie möglich sein solle. Als er den Roman Der Fremde verfilmte, sei es ein Schock gewesen, dass Albert Camus’ Witwe von ihm Werktreue verlangt habe.
Der Filmkritiker Youssef Ishaghpour charakterisierte die Methode, das Werk eines Schriftstellers deutlich zu verändern und zum Kern einer Neuschöpfung zu machen, als legitime Adoption. Es sei abwegig, von Filmregisseuren Treue gegenüber der literarischen Vorlage zu erwarten. Wer mit Visconti gearbeitet oder ihm zugesehen habe, wie etwa Michelangelo Antonioni, wisse, „dass adaptieren für ihn adoptieren“ bedeute.
Neben Tod in Venedig und Roberto Rossellinis Filmdrama  Angst entstanden zwischen 1954 und 1996 acht Autorenfilme italienischer Regisseure, die auf deutschsprachigen Vorlagen beruhen. Zu ihnen gehören etwa Ettore Scolas La piu bella serata della mia vita nach Friedrich Dürrenmatts Die Panne, Ermanno Olmis La leggenda del santo bevitore, die auf Joseph Roths Novelle Die Legende vom heiligen Trinker basiert, Roberto Faenzas Mio caro dottor Gräsler nach Arthur Schnitzlers Erzählung Doktor Gräsler, Badearzt und Paolo und Vittorio Tavianis Le affinità elettive nach Goethes Wahlverwandtschaften, während man ein vergleichbares Interesse deutscher Regisseure an italienischer Literatur nicht findet.

### Besetzung und Synchronfassung

#### Dirk Bogarde

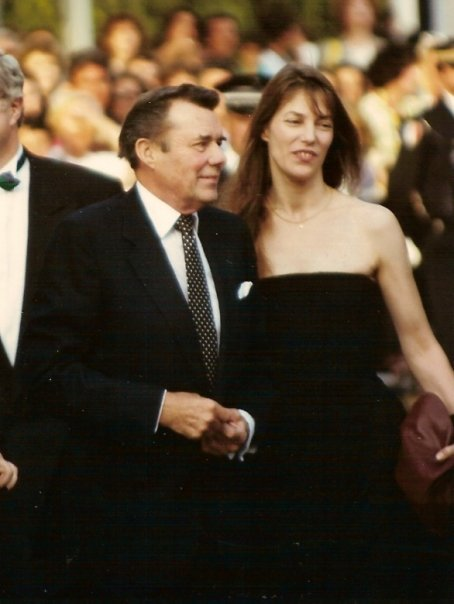
Dirk Bogarde mit Jane Birkin bei den Filmfestspielen von Cannes 1990

Während der Dreharbeiten zum Film Die Verdammten, in dem der Name „Aschenbach“ in Gestalt eines von Helmut Griem gespielten SS-Mannes ebenfalls vorkommt, versprach Visconti dem Hauptdarsteller Dirk Bogarde eine Rolle in seinem nächsten Projekt. Bogarde setzte sich unter anderem gegen Burt Lancaster durch, der ebenfalls interessiert war. In dem Kriminalfilm Der Teufelskreis hatte Bogarde bereits in einem Werk mit homosexuellem Hintergrund mitgewirkt und war für die Darstellung Melville Farrs gelobt worden.
Bogarde erhielt eine Gage von 120.000 US-Dollar. Als er das Hotel des Bains für die erste Szene erreichte, war dies mit üppigem Jugendstil-Dekor ins Zeitalter Eduards VII. zurückversetzt worden. Er verbrachte etwa drei Stunden in der Maske und hatte danach das Gefühl, wie David Lloyd George auszusehen, während er seinen Lebensgefährten Anthony Forwood an Rudyard Kipling erinnerte.
Es zeigte sich, dass ihm die Rolle mit nicht einmal dreißig Sprechszenen viel abverlangte und die schwerste seines Lebens werden sollte. Er war ein Mann des Wortes, das für Visconti hinter den Bildern zurücktreten musste. Die Todesszene, in der er Gefühle wie Schmerz und Mitleid, Angst, Liebe und Empörung darstellen sollte, nahm über drei Tage in Anspruch. Trotz der Belastungen während der etwa neunwöchigen Dreharbeiten in Venedig war er zufrieden und schrieb, wie gut Visconti mit dem schmalen Budget arbeiten und ähnliche optische Wirkungen wie im Leoparden erzielen würde. Warner habe sich allerdings eher ein Mädchen als Objekt der Bewunderung gewünscht und sorge sich um den kommerziellen Erfolg des Projekts. Nachdem die Aufnahmen in Venedig abgeschlossen waren, lud Visconti die Filmcrew zum Abendessen auf die Insel Torcello und brachte einen Toast auf Bogarde aus, dem ein langer Applaus folgte. Anschließend begab sich die Crew nach Rom, um die Szenen mit Mark Burns zu drehen, der Alfried nach Viscontis Anweisungen „wie einen Teufel“ spielen sollte. Bogarde hatte ihn in der Fernsehserie Saki (nach Kurzgeschichten des gleichnamigen britischen Schriftstellers) und den Filmen The Charge of the Light Brigade und The Virgin and the Gypsy gesehen und Visconti empfohlen. Später erinnerte sich Burns, wie empathisch und hilfsbereit Bogarde war und wie sehr die Schauspieler Visconti bewunderten und in andächtiges Schweigen fielen, sobald er am Set erschien. Bogarde habe Visconti als Vaterfigur wahrgenommen, ihm allerdings widersprochen, wenn er sich mit einem Detail unwohl fühlte.
Seine Darstellung Aschenbachs wurde überwiegend gelobt und sogar als oscarreif befunden; so von Filmkritikern wie Patrick Gibbs, Judith Crist und George Melly, der im Observer schrieb, Bogarde müsse den Oscar gewinnen, sonst gäbe es „keine Gerechtigkeit.“ Ein Artikel in der Zeitschrift Variety ging nicht so weit; der Autor räumte aber ein, dass Bogarde sich verbessert habe und nun passende Rollen übernehmen würde.
Neben den positiven Einschätzungen gab es auch kritische Stimmen. Bereits im Vorfeld hatte Geoffrey Moorhouse, Redakteur des Guardian, Bogardes Leistung als durchschnittlich eingestuft und versucht, Alec Guinness gegen ihn auszuspielen. Dieser sei ein herausragender Darsteller und könne sich besser in andere Persönlichkeiten hineinversetzen. 
In einem Verriss kritisierte John Simon die Erscheinung und das Mienenspiel des Schauspielers. Bogarde solle kalt und intellektuell wirken, sein Gesichtsausdruck sei aber eher schmollend und fade. Obwohl die verkörperte Figur erst fünfzig Jahre alt sei, trete der Schauspieler wie ein achtzigjähriger Greis auf und erinnere mit seiner weißen Kleidung und dem Hut weniger an den Tod in Venedig als an Die Ferien des Monsieur Hulot. Bogarde arbeite stellenweise mit übertriebener Mimik, so als Aschenbach sich freut, nach dem Fehler eines Angestellten länger in Venedig bleiben zu können, beim Betrachten Tadzios oder während er eine Erdbeere verzehrt.
Für Dirk Bogarde war die Rolle der Höhepunkt, ja das Ende seiner künstlerischen Laufbahn. Er könne zwar weitere Rollen übernehmen, niemals aber hoffen, seine künstlerische Leistung zu übertreffen oder in einem besseren Film mitzuspielen. Nach der Zusammenarbeit mit Visconti ließ er sich mit Anthony Forwood für etwa zwanzig Jahre in Südfrankreich nieder. Seine Lesung der Novelle (Death in Venice) erschien 1995 bei Random House als Hörbuch.

#### Björn Andrésen
Die lange Suche nach dem Epheben und Engel des Todes hielt Visconti in dem Dokumentarfilm Alla ricerca di Tadzio fest. Sie führte ihn monatelang durch die Städte Mittel- und Nordeuropas, in denen er sich die schönsten blonden Jungen vorführen ließ, die vor ihm posieren mussten. Schließlich traf er in Stockholm den schwedischen Schauspieler Björn Andrésen. Bei der ersten Begegnung kam es zu einer längeren Stille als sonst, bis er seiner Assistentin auf Französisch sagte, sie solle ihn auffordern, seinen Pullover auszuziehen und in die Kamera zu blicken. Er hielt ihn für „sehr schön“, wenn auch zunächst für „ein wenig zu groß“, und entschied sich schließlich für ihn.
Als nach einigen Monaten die ersten Aufnahmen gemacht wurden, war er bereits gewachsen und hatte nach Ansicht Piero Tosis etwas von seiner ursprünglichen Grazie verloren. Andrésen wurde vertragsgemäß nicht nur von seiner Großmutter, sondern auch von einer Lehrerin begleitet, um schulisch nichts zu versäumen.
Während Bogarde ein etablierter Filmstar war, hatte der fünfzehnjährige Andrésen bis dahin nur eine kleine Nebenrolle in dem Film Eine schwedische Liebesgeschichte gespielt. Für die zentrale Rolle des Tadzio erhielt er lediglich 5.000 US-Dollar. Bogarde beschrieb Andrésens Arbeit als professionell. Er habe nicht wie ein Kinderdarsteller, sondern wie ein „richtiger Schauspieler“ gewirkt, als wäre er schon lange im Geschäft. Andrésen wiederum erinnerte sich 2003, wie höflich und respektvoll Bogarde sich ihm gegenüber stets verhalten habe.
Als Visconti ihn bat, die Novelle zu lesen, dachte Andrésen zunächst an „etwas Pornographisches“, da er mit dem Werk Thomas Manns nicht vertraut war. Für ihn war Visconti eine Autorität, die es nicht nötig hatte, „die Stimme zu heben“, und die ihm beibrachte, seiner Intuition zu vertrauen, um die Figur zu spielen. Er habe sich als „wahrer Aristokrat“ gezeigt, „liebenswürdig, aber distanziert.“
Durch seine Darstellung wurde er weltberühmt, äußerte sich später allerdings ambivalent über den Schatten des frühen Ruhms. In Japan avancierte er mit seinen blauen Augen und den blonden Haaren zu einer Ikone der Schönheit, die Manga-Zeichner inspirierte; Platten und Werbeclips wurden mit ihm produziert. 
Wie Andrésen später angab, sei er von seiner Großmutter gedrängt worden, die Rolle zu übernehmen. Er sei zu jung gewesen sei, um die Folgen der Entscheidung abschätzen zu können. Wenn er geahnt hätte, was auf ihn zukommen würde, hätte er sich anders entschieden.
Im Jahre 2003 warf er der Feministin Germaine Greer vor, ohne seine Einwilligung ein Bild von ihm als Titelblatt ihres Buches The Beautiful Boy verwendet zu haben, das David Bailey am Filmset von Tod in Venedig aufgenommen hatte. Bereits am Rande der Filmfestspiele von Cannes war er in einen schwulen Nachtclub eingeladen worden, wo er sich von älteren Männern belästigt fühlte. Der Dokumentarfilm The Most Beautiful Boy in the World schildert Andrésens Probleme, als „schönster Junge der Welt“ zu gelten, und die Schwierigkeiten für sein weiteres Leben.

#### Nebenrollen und Synchronisation
Für die Nebenrollen wurden hauptsächlich italienische und britische Schauspieler verpflichtet, darunter Marisa Berenson in ihrem Filmdebüt.
Die Synchronfassung entstand zur deutschen Kinopremiere.
| Rolle                 | Schauspieler   | Dt. Synchronstimme |
| --------------------- | -------------- | ------------------ |
| Gustav von Aschenbach | Dirk Bogarde   | Holger Hagen       |
| Hotelmanager          | Romolo Valli   | Paul Bürks         |
| Friseur               | Franco Fabrizi | Bruno W. Pantel    |
| Alfried               | Mark Burns     | Manfred Schott     |
| Englischer Reiseagent | Leslie French  | Wolfgang Büttner   |

## Inszenierung

### Musik
Visconti kommt ohne eine eigens komponierte Filmmusik aus und greift neben Gustav Mahler auf weitere Komponisten wie Modest Mussorgski, Ludwig van Beethoven und Franz Lehár (Die lustige Witwe) zurück.
Mit dem spätromantischen Adagietto der fünften Sinfonie untermalt Visconti die seelische Verfassung Aschenbachs in zahlreichen Filmszenen. In der Novelle sind die wenigen Anspielungen auf die Musik damit verbunden, dass sein Unbewusstes hervorbricht und die Sprache der Vernunft und Kultur zurücktritt. Im Film hingegen bildet sie einen nahezu durchgehenden Sinnzusammenhang.
Nachdem Visconti sich zunächst andere Werke Mahlers hatte vorspielen lassen, hörte er eines Tages das Stück und war überrascht, wie vollkommen es mit den Bewegungen und Bildern, „dem Schnitt, dem ganzen Rhythmus zusammenfiel, als sei es eigens dafür komponiert worden.“
Von der Eröffnungs- bis zur Sterbeszene erklingt es viermal in längeren Ausschnitten und einmal als Klavierfassung in der ersten Rückblende, in der Alfried es nebenbei am Flügel vorträgt.
Der innige Charakter des langsamen Satzes prägt den Film und begleitet die Bewegungen des Protagonisten durch Venedig. Dies gilt auch für den dynamischeren Mittelteil, der von aufgewühlter Wagnerscher Chromatik geprägt ist und auf das „Blickmotiv“ des Tristan anspielt. Das Adagietto grundiert Aschenbachs einsame Suche nach etwas Neuem durch die insistierende Schwermut und deutet an, dass die in seiner Schönheitssehnsucht verborgenen Hoffnungen vergeblich sind.
Wie für Mahlers sinfonisches Schaffen bezeichnend, ist auch sein berühmtester Satz mit dem Liedschaffen verbunden. Er zitiert das Cellomotiv des zweiten der Kindertotenlieder Nun seh’ ich wohl, warum so dunkle Flammen und folgt in Melodik und Tonart, Harmonik und Instrumentation seinem Lied Ich bin der Welt abhanden gekommen nach dem gleichnamigen Gedicht von Friedrich Rückert, dessen persönlicher Charakter er gegenüber Natalie Bauer-Lechner mit den Worten „das bin ich selbst“ bekräftigt haben soll. Der motivische und klangliche Bezug des Adagiettos auf dieses Lied unterstreicht seinen weltabgewandten Charakter. Während die unendliche Melodie der Violinen erklingt, begleitet von Harfe und tiefen Streichern, müssen die Bläser schweigen. Die Allgegenwart des Fünftonmotivs mit dem sehnsüchtigen Vorhalt ließ es als Klanghintergrund ebenso geeignet erscheinen wie etwa als Beerdigungsmusik für Robert Kennedy, die von Leonard Bernstein dirigiert wurde.
Bringt das Adagietto Aschenbachs Sehnsucht und Melancholie, sein „der Welt Abhandenkommen“ und Sterben zu Gehör und erklingt auch in der Schlussszene, in der zwei Träger den fahlen Leichnam forttragen, wird Tadzio vom Misterioso der dritten Sinfonie begleitet, mit dem die menschliche Stimme eingeführt wird. Aschenbach schreibt das sirenenhafte, von Violoncelli und Kontrabässen vorbereitete Lied, während er den Knaben am Strand beobachtet, der sich nach ausgelassenen Spielen in einem Liegestuhl erholt. Mit Nietzsches Gedicht Oh Mensch! Gib Acht! und den Zeilen Weh spricht: Vergeh! / Doch alle Lust will Ewigkeit -, / Will tiefe, tiefe Ewigkeit! aus dem dritten und vierten Teil seiner Dichtung Also sprach Zarathustra deutet es auf den Wunsch, eine Liebe über den Tod hinaus in die Ewigkeit zu retten, und stimmt in diesem Moment mit Aschenbachs Lächeln überein. Der Gesichtsausdruck ist im Verlauf des Films mehrfach zu sehen und selbst in der Todesszene zu erkennen.
Das dionysische Mitternachtslied, in das Nietzsches philosophische Dichtung kulminiert, findet sich im Kapitel Das andere Tanzlied des dritten Teils und wird im Abschnitt Das Nachtwandler-Lied des vierten und letzten Teils wiederholt. Der Satz übertönt bald die gesamte Strandszenerie und zeigt die Musik als Trägerin des Unbewussten. Sie verbindet sich mit der Sprache und mündet in die Verse als „Fluchtpunkt“ des Zarathustra. Aus „tiefem Traum“ erwacht der Mensch und erkennt eine Welt „in der Lust und Qual untrennbar“ verbunden sind. So nimmt das Stück die Entwicklung vorweg, die in der Novelle erst mit Aschenbachs Albtraum vollends deutlich wird, und zeigt alles Nachfolgende als unumkehrbare Entwicklung.
Mit einem Werk Mussorgskis wird sein baldiger Tod angekündigt. Als er sich zum Ende des Films an den Strand begibt, um das Idol ein letztes Mal zu sehen, erklingt a cappella das Wiegenlied Ninna Nanna nach dem Gedicht von Arseni Arkadjewitsch Golenischtschew-Kutusow, in dem der Tod an die Tür pocht, um das im Fieber liegende Kind zu holen und in ewige Ruhe zu führen.
Lucrezia West sang die Alt-Partie, Franco Mannino leitete das Orchestra dell’Accademia Nazionale di Santa Cecilia. Die lettische Opernsängerin Mascia Predit übernahm die Rolle einer russischen Dame, die das düstere Stück den wenigen noch verbliebenen Gästen vorträgt.

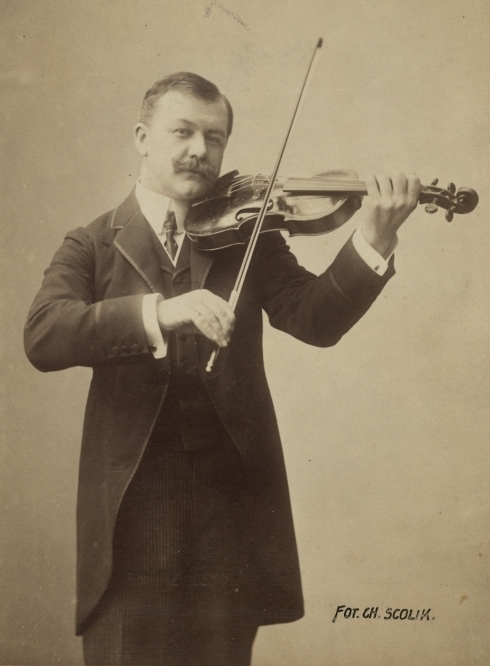
„Lippen schweigen, ’s flüstern Geigen / Hab’ mich lieb!“

Die leichte Musik Lehàrs und die ebenso spöttischen wie anspielungsreichen Nummern der Straßensänger bilden einen Kontrapunkt zur ernsten Sphäre Mahlers und Mussorgskis, der über einen bloßen Kontrasteffekt hinausgeht. Dies zeigt bereits die Salonszene mit den Gästen in Abendgarderobe, in der Aschenbach den Jungen das erste Mal erblickt und das Drama seinen Lauf nimmt. Das Hotelquartett leiert Walzer aus der Lustigen Witwe, einer Operette, die Ende 1905 uraufgeführt wurde, ein Jahr nach der Fünften Mahlers. Bereits der mangelhafte Vortrag der sentimentalen Stücke lässt eine satirische Note vermuten. Die Musik fungiert hier nicht nur als atmosphärisch passende Hintergrundmusik für die vornehme Gesellschaft, sondern ironisiert die Situation: Just als Aschenbachs Mienenspiel zu sehen ist, beginnt das Liebesduett Lippen schweigen, ’s flüstern Geigen / Hab mich lieb!. Es nimmt seine Gefühle vorweg, die er nur sich selbst bekennen kann, und erklingt passenderweise instrumental, gleichsam mit schweigenden Lippen.
Wird die Musik als zweideutig charakterisiert, trifft dies schrittweise auch auf die Sprache zu, die der Protagonist häufig nicht verstehen kann. Wie das Französische für Hans Castorp Ausdruck der Liebe und Verführungen ist, wird Aschenbach über die Fremdsprache ins Reich der Phantasien begleitet. Die Liedtexte der Straßensänger sind unverständlich, so dass ihm nur die Tonfolgen bleiben. Die Tendenz der Sprachlosigkeit setzt sich bis zum virtuosen Lachrefrain des frechen Gauklers fort, der seine Andeutungen mit anzüglichen Gesten begleitet. Die Lieder sind die einzigen Musikstücke, die sich auch in der Novelle finden, Teil der erzählten Welt sind und von Visconti diegetisch eingesetzt werden. Der Text des Gassenhauers von Armando Gill bezieht sich auf Aschenbachs Gefühle und verspottet ihn, was bereits in der ersten Zeile „Chi vuole con le donne aver fortuna / Non deve mai mostrarsi innamorato“ (etwa: „Wer bei den Frauen Glück haben will, darf sich niemals verliebt zeigen“) deutlich wird. Das Stück endet mit dem unerwartet ernsten und vielsagenden Geständnis „vorrei morire per non sentire“ (etwa: „Ich möchte sterben, um nichts mehr zu fühlen“), kurz nachdem sich die Gruppe von ihm abgewandt hat.
Vor der Dominanz der Bilderwelt wird die Sprache somit zunehmend bedeutungslos und durch Musik ersetzt, eine Entwicklung, die mit Aschenbachs Verfall einhergeht. Während der Komponist in der langen Eröffnungsszene auf dem Deck des Schiffes noch in ein Buch vertieft ist, ohne den Sonnenaufgang recht wahrzunehmen und die Liebe zu Tadzio etwas später musikalisch zu Papier bringen kann, bemerkt er schließlich die schriftlichen Warnungen an den Häuserwänden nicht, die der Filmzuschauer über seine Schultern sehen kann. Für den über zwei Stunden langen Film gibt es knapp zwanzig Seiten Dialoge, die sich um ethische und ästhetische Fragen drehen. Da nur etwa ein Viertel des Films von Dialogen bestimmt wird und meist ein Durcheinander unterschiedlicher Fremdsprachen der Gäste als Geräuschkulisse vorherrscht, konnte Visconti sich auf die sprachlosen, besonderen Augenblicke konzentrieren. Aschenbachs einsames Bekenntnis, Tadzio zu lieben, wiegt vor diesem Hintergrund umso schwerer.
Die Musik ist so bedeutsam, dass Franco Mannino, der die späteren Filme Gewalt und Leidenschaft sowie Die Unschuld vertonte, sie als „dritte Schlüsselfigur“ des Films bezeichnete. Visconti war nicht der erste Regisseur, der Mahlers Musik verwendete. Bereits anderthalb Jahre zuvor hatte Leonard Kastle für einen Kriminalfilm Ausschnitte der sechsten und neunten Sinfonie eingesetzt.

### Verhältnis von Film und Vorlage
Visconti hält sich an die Rahmengeschichte der Vorlage, lässt aber Teile aus und fügt neue Details hinzu. Führen Aschenbachs Eindrücke in der Novelle in die Sphären des Traums, Tagtraums und Selbstgesprächs, leiten sie im Film Rückblenden ein.
In sieben Retrospektiven werden Erinnerungen des Komponisten eingeflochten, die ihn charakterisieren und einen Teil seiner seelischen und geistigen Vorgeschichte beleuchten. So beobachtet er im Speisesaal Tadzios Gesicht und denkt an ein Gespräch mit Alfried, das erst auditiv, dann visuell vorgestellt wird. Er blickt auf glückliche Momente mit Frau und Tochter auf der Wiese vor seinem Landhaus zurück, erinnert sich aber auch an die gemeinsame Trauer über den Tod des Kindes.
Sieht man von den Änderungen und Rückblenden ab, hält Visconti sich an die Chronologie und Oberflächenstruktur der Novelle, die mit der Ankunft in Venedig beginnt und mit den letzten Momenten am Strand endet. Wie die Novelle spielt auch der Film am Ende des wilhelminischen Kaiserreichs vor Ausbruch des Ersten Weltkrieges. Überblickt man die Thomas-Mann-Verfilmungen, konzentriert Viscontis Interpretation sich erstmals weniger darauf, die einzelnen Handlungen der Vorlage zu inszenieren, als diese mit filmspezifischen Mitteln zu übersetzen und dabei die komplexe Struktur des Prätextes beizubehalten.

#### Unterschiede
Der Film verdichtet die Handlung der Vorlage, stellt in der Exposition die schwache Konstitution des Protagonisten vor und führt nicht nur das Motiv des Verfalls ein, sondern auch den Grund der Reise, die anders als in der Novelle zunächst vor allem gesundheitliche Gründe hat. So empfiehlt ihm der anwesende Arzt einen Klimawechsel, damit er „einmal vollkommen ausspannen“ könne. Die Schaffenskrise wird erst später eingefügt und erhält dadurch einen anderen Stellenwert, während die sich anschließende Stundenglas-Metapher aus dem Doktor Faustus bereits auf seinen folgenden Tod deutet.
Aus dem erfolgreichen Schriftsteller, der in der Novelle von seinem Schreibtisch aus zu repräsentieren und seinen Ruhm zu verwalten weiß, wird im Film ein gescheiterter Komponist, dessen letztes Konzert ausgebuht wird und der die Stadt in bereits kränklicher Verfassung erreicht. Schildert Thomas Mann Aschenbachs Ankunft in Venedig erst im dritten Kapitel, lässt Visconti seinen Film damit beginnen. So fällt die Vorgeschichte in München und damit die Begegnung mit dem rothaarigen Mann weg, die im ersten Kapitel der Novelle beschrieben wird und die Reiselust auslöst. Die ursprünglich in dieser Stadt gedrehten Szenen baute Visconti nicht ein und gab seinem Film so eine geschlossenere Form. Gegenüber der Novelle hob er die Kontraste zwischen Abscheu und Bewunderung, Hässlichkeit und Schönheit stärker hervor. Er pries die Empfänglichkeit für die Schönheit, zeigte aber auch die Gefahren des Ästhetizismus.
Neben den Rückblenden gibt es Einblendungen, die den Handlungsablauf zwar ebenfalls unterbrechen, aber etwas Aktuelles oder Zukünftiges andeuten. Zu ihnen zählt seine der Novelle entnommene Phantasie, die Mutter Tadzios pflichtgemäß über die Gefahren der Cholera zu informieren und Tadzio kurz darauf über den Kopf zu streicheln. In einer weiteren Einblende nach dem Albtraum im Hotelzimmer beherrscht Tadzios Gesicht in Großaufnahme die Leinwand.
Visconti führte Figuren ein, die sich in der Novelle nicht finden. Zu ihnen gehört die Prostituierte Esmeralda und der renitente Schüler Alfried, eine Gegenfigur, die das Dionysische und leidenschaftlich Expressive repräsentiert. Während Aschenbachs Familie im zweiten Kapitel der Novelle lediglich mit drei Sätzen erwähnt wird, hebt Visconti den familiären Hintergrund eindeutiger hervor und wirft so ein anderes Licht auf den Künstler. Bereits in den ersten Einstellungen des Films, in denen das Schiff in die Lagune gleitet, macht der Komponist einen geschwächten Eindruck. Der Abstieg und Verfall Aschenbachs vom anerkannten, integren und disziplinierten Künstler in die beschämenden Niederungen unerfüllter Leidenschaft verläuft in der Novelle somit drastischer und tragischer als im Film.
Im Film wird der Protagonist wesentlich früher mit den Gefahren der Cholera konfrontiert als in der Novelle. Bereits am Bahnhof sieht er, wie ein ausgezehrter Mann zusammensinkt, eine Vorahnung seines eigenen Schicksals. In der Vorlage werden die „unheimlichen Wahrnehmungen“ hingegen erst mit Beginn des letzten Kapitels beschrieben: Eine deutsche Familie reist nach kurzem Aufenthalt wieder ab, ein süßlicher Geruch macht sich in den Gassen breit, auf Plakaten wird vor den Gefahren gewarnt. Erscheint die Epidemie in Viscontis Version somit bedrohlicher als in der Erzählung, wird auch der tödliche Charakter der Liebe stärker herausgestellt.
Wie in der Vorlage legt auch in Viscontis Adaption der dunkelhaarige Jaschu seinen Arm um Tadzios Schulter und küsst ihn auf die Wange. Kurz nachdem Aschenbach dies beobachtet hat, setzt er sich behaglich in einen Liegestuhl vor seiner Kabine, verzehrt genüsslich einige der Früchte und infiziert sich so mit der todbringenden Krankheit. Nur eine halbe Minute später wird allerdings die Aussage eines britischen Hotelgastes eingefangen, der eindringlich davor warnt, bei dem heißen Wetter frisches Obst am Strand zu erwerben.
Tadzio ist in Viscontis Version älter als seine Schwestern und mit seiner Gestik und Mimik aktiver als in der Novelle. So sind seine Blicke manchmal anmutig, dann wieder herausfordernd, leicht provozierend und verführerisch, etwa am Strand oder bei der peinlichen Begegnung im Lift. Nachdem er den Fahrstuhl verlassen hat, geht er einige Schritte rückwärts und wirft Aschenbach einen geradezu lüsternen Blick zu, während er in der Vorlage mit niedergeschlagenen Augen schamhaft zu Boden blickt. Sehr deutlich wird seine dynamischere Rolle in der Begegnung auf dem Holzsteg, wo er im Badeanzug vor Aschenbach erotisch verlockende Drehungen vollführt.
Ein weiterer Eingriff ist besonders auffällig: Visconti verzichtete darauf, den wollüstigen Albtraum zu inszenieren, der sich im letzten Kapitel der Novelle findet. In dieser blutrünstigen Orgie, in der die Teilnehmer sich um den „fremden Gott“ versammeln und Opfer darbringen, indem sie „die Stachelstäbe einander ins Fleisch“ stoßen und „das Blut von den Gliedern lecken“, kostet der Träumende „Unzucht und Raserei des Untergangs.“ Die Ausschweifung geht in der Novelle über eine Vision hinaus, verdeutlicht Aschenbachs Empfindung und charakterisiert ihn kurz vor seinem Tode.
Visconti inszenierte die letzte Rückblende als Albtraum von seinem Konzert in München, das er unter dem Gegröle der Menge beenden musste. In der vorhergehenden Szene war er seinem Idol durch Venedig gefolgt und am Brunnen zusammengebrochen. Auf diese Weise wird der Traum näher an das Ende gerückt, da sich nun sein letzter Gang an den Strand anschließt. In der Novelle hingegen besucht er zunächst den Friseur und lässt sich äußerlich verjüngen.

#### Gemeinsamkeiten
Neben diesen Eingriffen übernahm Visconti Details in Sprache und Gestik, Kleidung und Schmuck mit minutiöser Genauigkeit. Dies ist in vielen Begegnungen und Dialogen erkennbar, etwa in der ersten verstörenden Szene, in der Aschenbach darauf wartet, den Dampfer verlassen zu können, um sich nach San Marco übersetzen zu lassen und von dem angetrunkenen, „falschen Jüngling“ belästigt wird. In der Novelle mischt sich der Alte mit übermodischem Sommeranzug und roter Krawatte unter eine Gruppe junger Leute, die seine „neckenden Rippenstöße“ dulden, als gehörte er zu ihnen und tut sich mit krähender Stimme und ausgelassenem Benehmen besonders hervor. Mit den gelallten Worten „wir wünschen den glücklichsten Aufenthalt [...] man empfiehlt sich geneigter Erinnerung [...] unsere Komplimente dem Liebchen, dem allerliebsten, dem schönsten Liebchen...“ entspricht die deutsche Synchronfassung der Novelle. Als Aschenbach in der ersten Rückblende über die anfangs langsam, am Ende schnell verfließende Zeit spricht, werden Teile eines Dialogs aus dem Roman zitiert. Dass Visconti sich detailversessen an die Beschreibungen der Vorlage hielt, zeigen auch die Momente auf der Hotelterrasse, in denen Tadzio, die rechte Hand in der Hüfte, „den linken Unterarm auf der Brüstung“, den Auftritt der Straßensänger mit ernster Miene verfolgt. Wie in der Vorlage steht auf dem Tisch ein Glas mit einem rot funkelnden Getränk. Zu den Einzelheiten zählt auch das englische Matrosenkostüm des Jungen oder der unschätzbare Schmuck der Mutter mit der „dreifachen, sehr langen Kette kirschengroßer, mild schimmernder Perlen.“
Der Film nimmt die Farbsymbolik des Textes auf und ergänzt sie. Die Farbe Weiß erscheint in spannungsvollem Kontrast zu Schwarz und ist mit den Zeichen des Todes verknüpft, die den Film enger durchziehen als die Novelle. Sie malt die verschlungenen Wege der Verführung und Gefahr aus. Aschenbachs Kleidung ist weiß, wenn er sich im Labyrinth der Stadt und seiner Leidenschaften verirrt. Sie hebt sich vom Schwarz des Abendanzugs ab, den er als „Uniform der Gesittung“ beim Dinner und während des Auftritts der Musikanten trägt. Der Kittel des Friseurs ist ebenso weiß wie der des Apothekers, der bei seinem Zusammenbruch am Brunnen als teilnahmslose Figur im Hintergrund zu sehen ist. Der virtuose Sänger ist mit seinen roten Haaren ebenso wie der Gondoliere als Todesbote zu erkennen. Er ist so weiß geschminkt, dass er an den effeminierten Greis erinnert und an das weiße Desinfektionsmittel denken lässt, das auf die Wege gegossen wird.
In den letzten Einstellungen des Films übernahm Visconti den verlassenen Fotoapparat am Strand, der dort „scheinbar herrenlos“ auf „seinem dreibeinigen Stativ am Rande der See“ steht, von einem schwarzen Tuch bedeckt, das im Winde flattert.
Er fällt als dunkles Objekt in der Szene mit Tadzio und Jaschu auf und wirkt später perspektivisch größer als der Junge am Saum des Meeres.

### Perspektiven und Szenenanalysen
Der Film übernimmt die überwiegend personale Erzählsituation des Textes und fügt auktoriale Einschübe hinzu. Der Zuschauer nimmt Tadzio durchgehend aus der beobachtenden Perspektive Aschenbachs wahr.
Die Anfangssequenz des Films umfasst 14 Einstellungen, die etwa fünf Minuten und 15 Sekunden dauern. Sie beginnt nach der Titelsequenz in absoluter Schwärze, aus der sich noch verschwommen das erste Bild mit dem Dampfer löst, der eine lange Rauchfahne hinter sich herzieht, und wird zunächst vom Adagietto begleitet. Das letzte Bild kann als Beginn der nächsten Sequenz verstanden werden und zeigt den Protagonisten, der das Schiff verlassen will. Während in der Novelle die „Stunden“ vergehen, deutet bei Visconti nichts darauf hin, dass viel Zeit vergangen wäre.
In der Vorlage ist Aschenbach der neuklassizistische Dichter, der als Reflektorfigur die Perspektive bestimmt. Es ist nicht Thomas Manns, sondern Aschenbachs Stil und dessen persönliche Wahrnehmungen, die den Vorgängen ihr eigentümliches Gepräge geben. So weiß der Leser nicht mehr über die sich ausbreitende Seuche oder Tadzio und seine Familie als die beobachtende Figur Aschenbach.
Dies wird bereits in der entscheidenden Begegnung im Salon deutlich, in der die festlich gekleideten Gäste auf das Abendessen warten. In der Novelle leitet der lapidare Satz „mit Erstaunen bemerkte Aschenbach, daß der Knabe vollkommen schön war“ die Szene ein, die sich auf drei weiteren Seiten entfaltet. Sie gipfelt darin, dass Tadzio sich umwendet und ihre Blicke sich treffen.
Die Episode erstreckt sich im Film über eine Zeitspanne von ungefähr acht Minuten und ist auf 19 Einstellungen aufgeteilt. Sie beginnt mit einer Totalen und einem Schwenk durch den Saal, der Aschenbach folgt und die Szenerie erfasst.
Die dritte Einstellung präsentiert eine Gegenschuss-Aufnahme der polnischen Adelsfamilie. Dabei gleitet die Kamera zunächst über die Gesichter der Gouvernante und der drei Schwestern, bis sie den Knaben selbst zeigt. Auf diese Weise ahmt sie Aschenbachs Perspektive nach, dessen Reaktion durch eine weitere Großaufnahme verdeutlicht wird: Kaum hat er Tadzio das erste Mal erblickt, senkt er den Kopf und vertieft sich in die Zeitung, als wäre er bei etwas Verbotenem entdeckt worden.
Spätestens in der sechsten Einstellung wird deutlich, dass seine Wahrnehmungen den Kern der personalen Erzählsituation des Films bilden. Nach einer gleichsam neutralen Aufnahme des Hotelensembles zeigt die Kamera, wie Aschenbach die Zeitung senkt und erneut in Tadzios Richtung blickt. Am Ende der Szene verlässt die Familie den Salon, der sich in der Zwischenzeit geleert hat, um sich in den Speisesaal zu begeben. Kurz bevor Tadzio den Raum verlässt, hält er inne, dreht sich überraschend um und sieht Aschenbach für einige Sekunden in die Augen. Auch der Zuschauer wird unvorbereitet getroffen, da seine Position in diesem Moment mit der des Komponisten übereinstimmt.
Die anderen Einstellungen der Szene zeigen ebenfalls, wie Visconti die Vorlage kinematographisch umsetzt. Hebt sich der auktoriale Erzähler der Novelle mit häufig knappen Kommentaren von Aschenbachs Verhalten ab, übernimmt dies im Film die Kamera.
Sie agiert in der ersten Plansequenz wie eine eigenständige Filmfigur, die unsichtbar ist und sich zunächst zwischen den Gästen des Saales orientieren muss, während das leiernde Hotelensemble ein Stück aus Lehars Lustiger Witwe spielt. Ihr Blick wird dabei von ausladenden Damenhüten und kolossalen Vasen verstellt, und Aschenbach erscheint noch wie eine Nebenfigur am Rande des Geschehens. Als Tadzio ins Bild rückt, endet die Bewegung ebenso wie die winselnde Melodie, wodurch eine Zäsur gesetzt wird. Nach einem Schnitt auf Aschenbach beginnt mit dem Liebesduett Lippen schweigen ein anderes Stück der Operette, das den Vorgang ironisch kommentiert.
Der zunehmend eingesetzte Zoom erzeugt eine Bewegung zwischen Nähe und Ferne, Ergriffenheit und Erkenntnis. Während Aschenbach sich in der Dunkelheit vor dem Hotel zum einsamen Liebesbekenntnis durchringt, fährt die Kamera auf ihn zu und erfasst die gequälte Mimik. Diese Ambivalenz wird auch deutlich, als er am Holzsteg auf Tadzio trifft, der im roten Badeanzug verlockende Pirouetten vor ihm dreht. Der herausgeforderte Mann kann sich nicht überwinden, ihn anzusprechen und lehnt sich schließlich erschöpft an eine Badehütte. Mit dieser Technik simuliert Visconti Nähe und Distanz und erzeugt ein widersprüchliches Verhältnis zwischen Betrachter und Objekt. So sehr sich der Beobachter auf Aschenbach zuzubewegen scheint, bleibt dieser doch einsam, verzweifelt und in weiter Ferne.

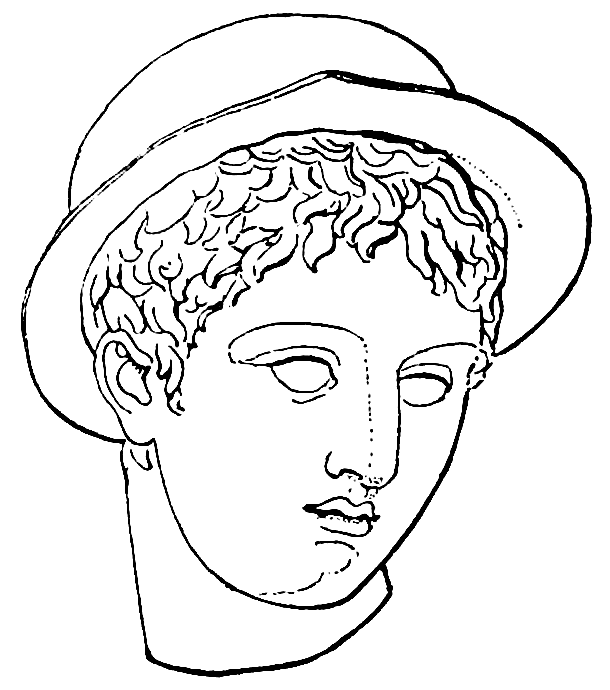
Hermes mit Petasos

Die letzte Verfolgung Tadzios durch das Gewirr der Gässchen, Brücken und Plätze erstreckt sich über 17 Einstellungen, die insgesamt etwa sieben Minuten dauern. Die Sequenz liegt zwischen dem Friseurbesuch und dem Albtraum, wird von den Klängen des Adagiettos begleitet und besteht motivisch aus zwei Teilen. Der erste Abschnitt schildert den Irrweg Aschenbachs, der zweite seinen Zusammenbruch mit abschließender Rückblende.
Die polnische Familie überquert eine Brücke und spiegelt sich auf der dunklen Wasseroberfläche des Kanals wider, womit Aschenbachs Wahrnehmung gedeutet wird, der sich seitlich zu verstecken sucht.
Tadzio, im blauen Matrosenanzug und mit einem Strohhut, folgt seinen Schwestern und der Gouvernante über einen schmutzigen Platz, auf dem einige Feuer lodern. Bevor er hinter einer Ecke verschwindet, dreht er sich um und sendet Aschenbach einen Blick zu. In der folgenden Szene erreicht er das Ende der Gasse, geht zögernd einige Schritte zurück und wirkt hinter dem dunklen Rauch wie ein Standbild im Profil. Lange verweilt er in dieser Pose, bis die Gouvernante ihn mehrfach ruft und aus der Selbstdarstellung löst, die er mit einer Schulterbewegung rechtfertigt. In diesem Moment erscheint die weiße Silhouette des Verfolgers am gegenüberliegenden Anfang des Weges.
Die abschließende Lachszene, Tadzios häufigere Blickkontakte und seine Positur, die bereits auf die Hermes-Geste am Schluss des Films deutet, finden sich nicht in der Novelle. Visconti erklärte den Ausdruck als „bitteres und ironisches Lachen über sich selbst“, das im italienischen Drehbuch zunächst nicht vorgesehen war und erst während der Dreharbeiten eingefügt wurde. Er habe erkannt, dass der Protagonist nicht bloß weinte, sondern sich selbst bemitleidete, da er sich seiner Situation bewusst geworden sei.
Die Bettler und Kranken sowie die lodernden Feuer zeigen den Verfall der Stadt und sind ebenfalls Erfindungen Viscontis.
Die Todesszene wird über eine extreme Totale eingeleitet. Aus der Vogelperspektive sieht die Kamera auf den Strand hinab und nimmt Aschenbach als schwache und taumelnde Figur am oberen Rand des Bildes wahr. Die Einstellung vermittelt Abstand und Überlegenheit; es scheint, als würde ein auktorialer Erzähler aus großer Höhe auf das Gestade und den Sterbenden sehen.
Als der Komponist tot in den Liegestuhl sinkt und etwas später als weißer Leichnam fortgeschafft wird, hebt sich die Perspektive erneut und spiegelt so den nüchternen letzten Satz der Novelle: „Und noch desselben Tages empfing eine respektvoll erschütterte Welt die Nachricht von seinem Tode.“

## Themen

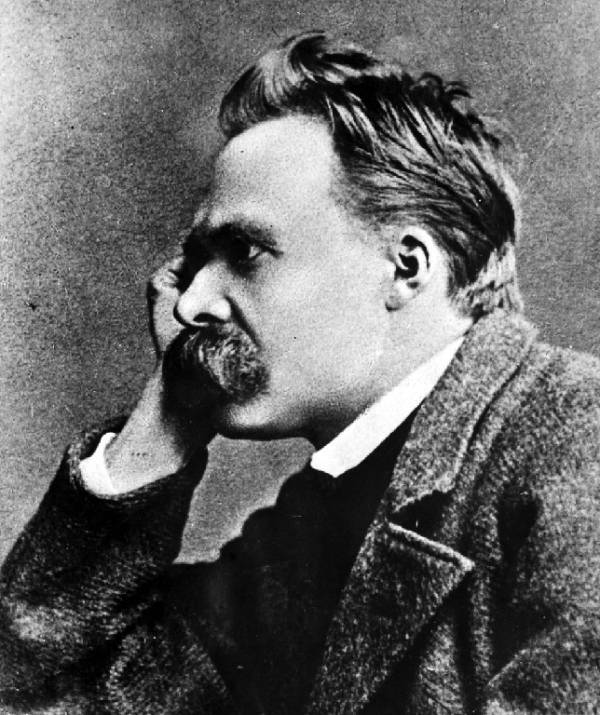
Friedrich Nietzsche: „Oh Mensch! Gib Acht!“

In Tod in Venedig verarbeitete Visconti Erfahrungen der Vergänglichkeit und des Alterns, des Verfalls und des nahenden Todes und knüpfte an ein Daseinsthema an, das er bereits in den Filmen Der Fremde und Der Leopard behandelt hatte. Das melancholische, von autobiographischen Elementen durchzogene Künstlerporträt unterscheidet sich von den präludierenden Vorgängern, indem es den körperlichen Verfall des Protagonisten ins Zentrum rückt und den lauernden Tod mit Sinnbildern der Vorahnung andeutet.
Dabei verbindet er Themen wie Dekadenz und Künstlerproblematik, platonische Liebe und Elemente der Philosophie Arthur Schopenhauers sowie Friedrich Nietzsches, die sich im Werk Thomas Manns finden, und zeigt den Bewusstseinsstrom Aschenbachs mit Rückblenden.
Thomas Mann ging es in seiner Meisternovelle ursprünglich um Konflikte der Künstlerwürde, um die „Tragödie des Meistertums“. Der „eigentliche Gegenstand“ seiner „Fabel“ sei „Leidenschaft als Verwirrung und Entwürdigung“ und habe „überhaupt nichts Homoerotisches“, sondern drehe sich um die groteske Neigung des alten Goethe zu Ulrike von Levetzow, die in die Marienbader Elegie einging. Erst das Reiseerlebnis habe ihn bewogen, das auf Goethe bezogene Thema der Entwürdigung durch das „Motiv der «verbotenen» Liebe auf die Spitze zu stellen“, wie er in einem Brief an Carl Maria Weber formulierte.
Das Motiv der Knabenliebe führte ihn zu Platon und zur griechischen Antike, die in seinem Werk ansonsten eine relativ geringe Rolle spielt, und erklärt die Stilisierung der Prosa. Weitere antike Autoren, die er neben Platon las, waren Xenophon und Plutarch.

### Gustav Mahler

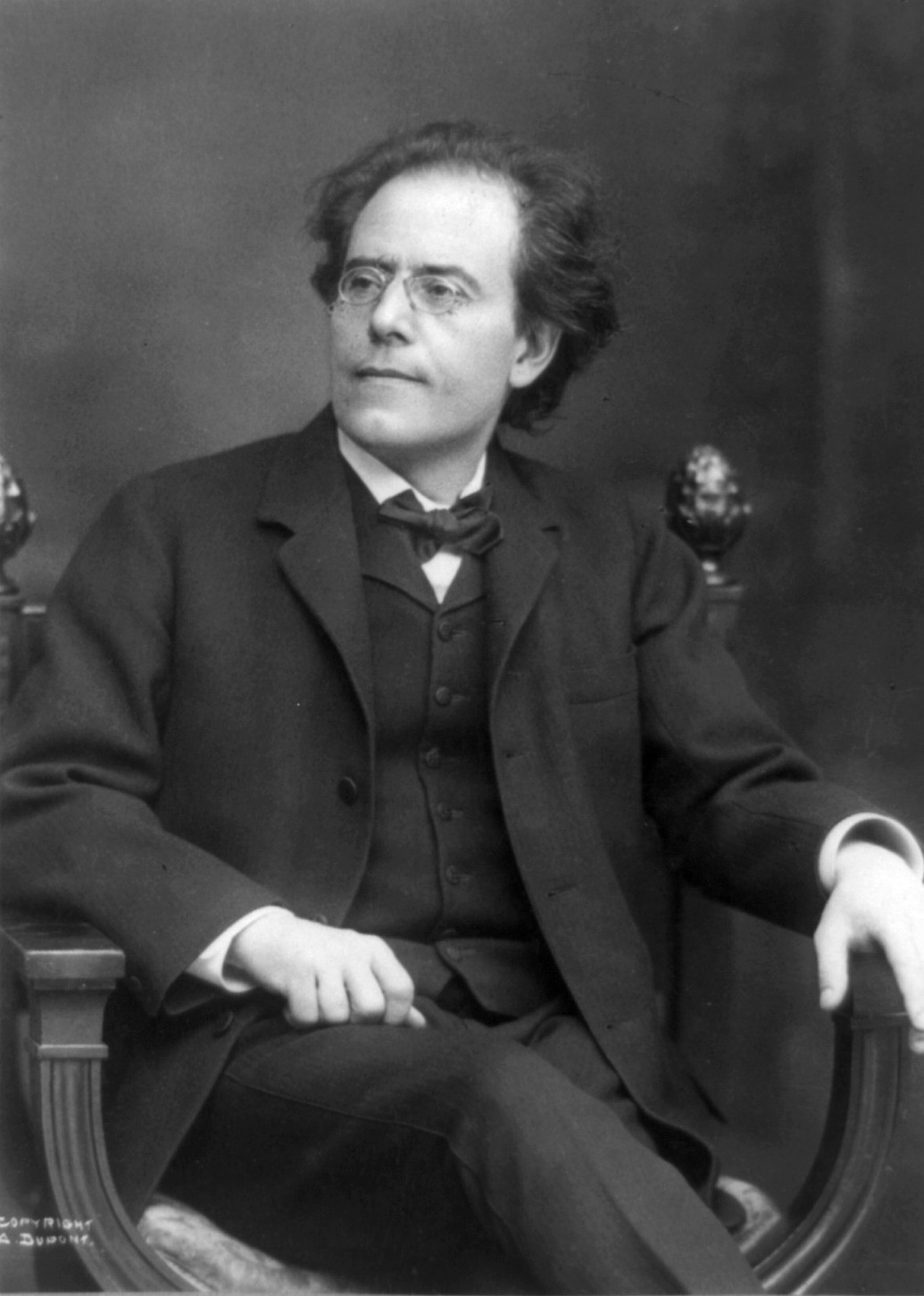
Gustav Mahler, 1909

Aus dem geachteten Schriftsteller macht Visconti einen alternden, am Ende gescheiterten Komponisten, dem er Züge Gustav Mahlers und Thomas Manns verleiht, der sich mit dem Werk des Komponisten kurz vor dessen Tod beschäftigt hatte. So besuchte er die Uraufführung der Achten Sinfonie, empfing ihn darauf in seinem Münchner Haus zum Tee und schrieb einen enthusiastischen Bericht über das Konzert. Katia Mann berichtete später vom Gefühl ihres Gatten, erstmals einer großen Persönlichkeit begegnet zu sein. Visconti verstärkt die Assoziation, indem er den langsamen Satz der fünften und den vierten Satz der dritten Sinfonie als Filmmusik nutzt und sie Aschenbach zuordnet.
Thomas Mann beschrieb in seinem zunächst in englischer Sprache gehaltenen Vortrag On myself Gustav von Aschenbach als einen Helden der Schwäche, am Rande der Erschöpfung arbeitend und sich das Äußerste abringend, einen Leistungsethiker, der sich äußerlich an Mahler orientierte. Mahler sei ein großer Musiker, der damals als schwerkranker Mann aus den Vereinigten Staaten zurückgekehrt sei. Sein „fürstliches Sterben in Paris und Wien“, das man in den aktuellen Zeitungen mitverfolgen konnte, habe ihn bestimmt, Aschenbach die „leidenschaftlich strengen“ Züge des ihm vertrauten Künstlers zu geben. Es gehe erneut um den verwüstenden „Einbruch der Leidenschaft, die Zerstörung eines geformten, scheinbar endgültig gemeisterten Lebens, das durch [...] Eros-Dionysos entwürdigt und ins Absurde gestoßen wird.“ Der dem Sinnlichen verhaftete Künstler könne nicht wirklich würdig werden, eine Aussage, die er in den stilisierten platonischen Dialogen Aschenbach selbst in den Mund legt. Kann die Figur einerseits als Reflektor betrachtet werden, deuten die ihr zugeschriebenen Werke wie die Prosa-Epopöe über Friedrich den Großen und der „Romanteppich“ Maja auf einen autobiographischen Hintergrund.
Einen Schriftsteller in einen Musiker zu verwandeln, war ein Kunstgriff, den Max Ophüls bereits 1948 eingesetzt hatte. In seinem Film Brief einer Unbekannten machte er aus dem Romanschriftsteller R. der gleichnamigen Novelle von Stefan Zweig den Konzertpianisten Stefan Brand. Visconti ging weiter als Ophüls und konnte sich auf Thomas Mann selbst berufen, der die Beziehung seines Werkes zur Musik mehrfach hervorgehoben hatte.
So hielt er im Mai 1939 an der Universität Princeton den Vortrag Einführung in den ›Zauberberg‹ und stellte fest, dass „die Musik von jeher stark stilbildend“ in seine Arbeit hineingewirkt habe und der Roman ihm „immer eine Symphonie“ gewesen sei, „ein Werk der Kontrapunktik, ein Themengewebe, worin die Ideen die Rolle musikalischer Motive spielen.“ Er gehöre „zu den Musikern unter den Dichtern“ und sei von Richard Wagner beeinflusst, dessen ausgefeilte Kunst des Leitmotivs er auf sein Erzählwerk übertragen habe.

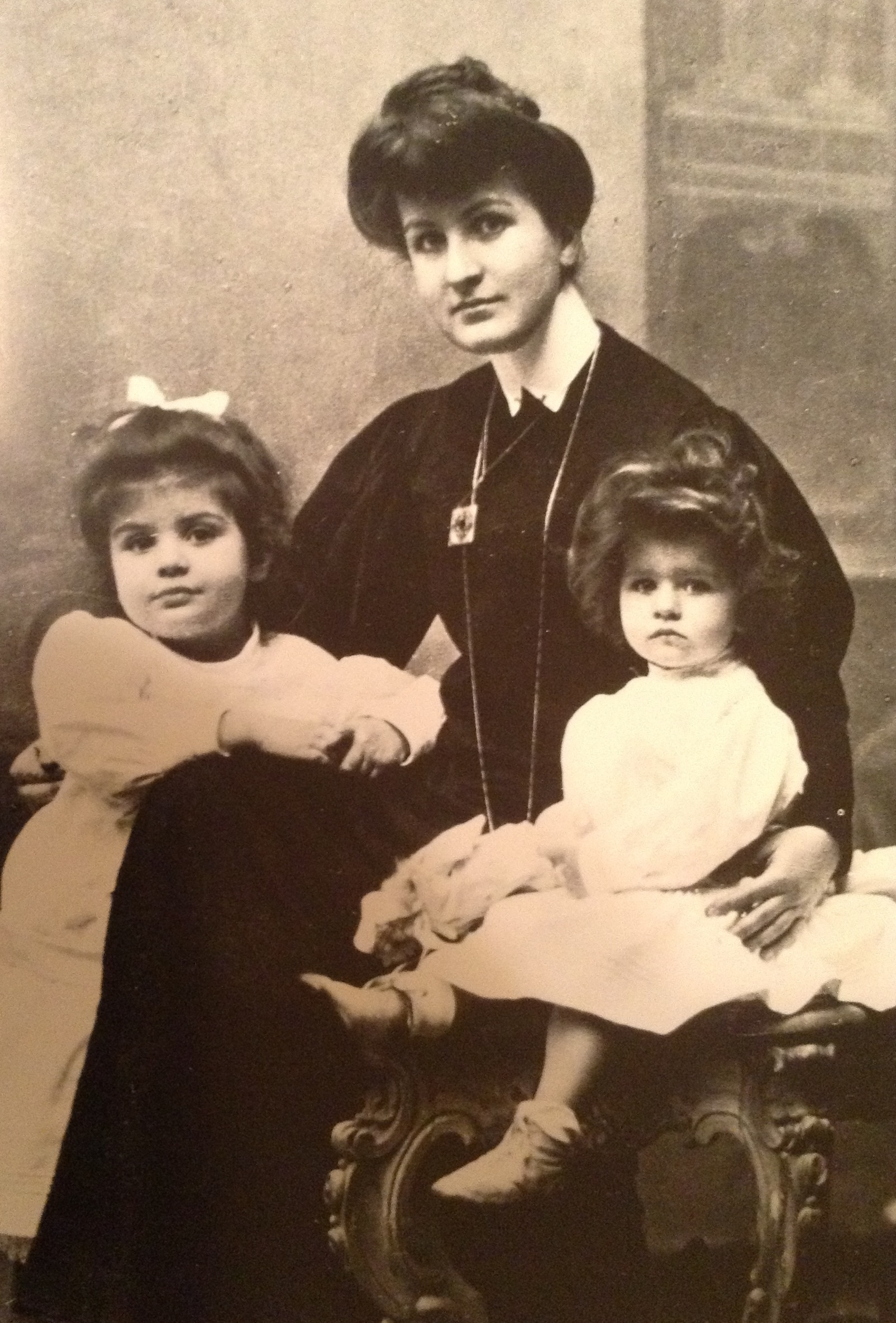
Alma Mahler mit ihren Töchtern Maria (links) und Anna, circa 1906

In einem Gespräch mit Lino Micciché erklärte Visconti, es sei einfacher, einen Musiker als einen Schriftsteller darzustellen, was der „erste Grund“ für seine Entscheidung gewesen sei. Könne man die Musik des Tonkünstlers „hören lassen“, sei man „bei einem Literaten gezwungen, Auswege zu finden, die wenig ausdruckvoll sind, wie z. B. die Stimme im Off.“ Einige Erklärungen und Notizen Thomas Manns über die Novelle hätten verdeutlicht, „wie stark die Figur Gustav Mahlers die Idee zu dieser Novelle gab.“
Nicola Badalucco charakterisierte die Verwandlung Aschenbachs in einen Musiker als einen natürlichen Vorgang und „Vertrauensbeweis“ Thomas Mann gegenüber, der zwar einen Schriftsteller geschildert, aber an Gustav Mahler gedacht habe, wie auch der Buchumschlag der Erstveröffentlichung zeige.
Visconti übernahm den Vornamen des Komponisten, veränderte aber gewisse Details, indem sein Aschenbach mit dem Oberlippenbart, den Anzügen und der täglichen Lektüre der Münchner Neuesten Nachrichten äußerlich an Thomas Mann erinnert. Auf Mahler wiederum verweisen biographische Einzelheiten wie Aschenbachs Zusammenbruch nach einer Aufführung, der im Vorleben des disziplinierten Helden der Novelle undenkbar wäre, oder seine von Marisa Berenson gespielte Gattin, die Alma Mahler ähnelt.
Wird die Ehe in der Vorlage nach kurzer Zeit „durch den Tod getrennt“, stirbt in Viscontis Adaption die junge Tochter Aschenbachs und erinnert so an Maria, die im Juli 1907 an Diphtherie starb.

### Doktor Faustus

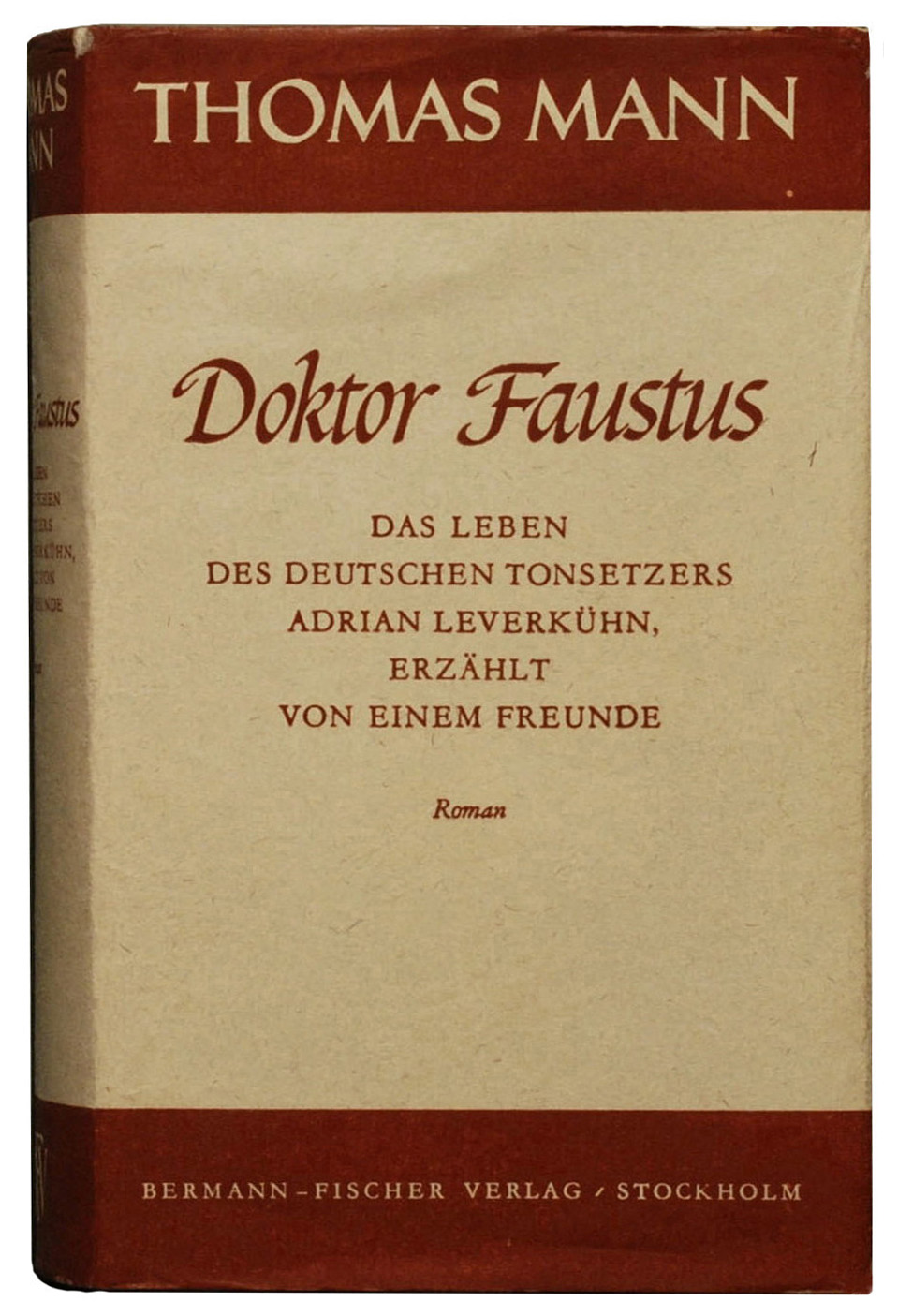
Doktor Faustus, Erstausgabe in Europa 1947

Für Visconti lag es nahe, Elemente des Romans Doktor Faustus über das Leben des deutschen Tonsetzers Adrian Leverkühn einzubinden, der die Künstlerproblematik der Novelle variiert. Bettete Thomas Mann die Novelle in einen mythologischen Kontext ein, vertiefte Visconti durch die Faustus-Verweise die Bedeutungsebene des Films, setzte die Künstler Aschenbach und Leverkühn gleich und nahm so ihren Verfall vorweg. Aus dem Zeitroman übernahm er den Namen „Esmeralda“ für das Schiff, mit dem Aschenbach Venedig erreicht. Er bezieht sich auf die an Syphilis erkrankte, somit todbringende Prostituierte, mit der sich Adrian Leverkühn im Roman und Aschenbach im Film einlässt. Thomas Mann führt ihn im dritten Kapitel des Romans als „den dämmernden Laubschatten“ liebenden Schmetterling Hetaera esmeralda ein, der mit einem „dunklen Farbfleck in Violett und Rosa“ auf seinen Flügeln „einem windgeführten Blütenblatt“ gleiche. Die Buchstaben h-e-a-e-es erscheinen später als Motiv in einer Komposition Adrians.
Thomas Mann hatte sich auf ein Erlebnis Friedrich Nietzsches in Köln bezogen, das er in vielschichtiger Weise ausmalte und zu einer teuflischen Bedingung genialen Schöpfertums machte. Wie Paul Deussen berichtete, war der Philosoph von einem noch unerfahrenen Dienstmann in ein Bordell geführt worden. Verwirrt von all den erwartungsvoll blickenden Damen, ging er schließlich zu einem Klavier, spielte einige Akkorde und konnte ins Freie entkommen. Für Leverkühn ist Esmeralda eine Botin des Teufels, mit dem er später einen Pakt schließt.
In der Filmszene streichelt Esmeralda mit der Innenseite ihres Unterarms Aschenbachs Wange, eine zärtliche Berührung, die Visconti der Vorlage entnahm. In dem altertümlich stilisierten Brief an den besorgten Zeitblom beschreibt Leverkühn die „Nymphen und Töchter der Wüste, ...Glasflügler, Esmeralden...“, denen er in der „Schlupfbude“ begegnete. Als er auf dem Klavier einige Akkorde „wie im Gebet des Eremiten“ aus dem dritten Akt des Freischütz („Leicht kann des Frommen Herz auch wanken / Und überschreiten Recht und Pflicht“) im Halbtonschritt von H- nach C-Dur modulierte, näherte sich die mandeläugige Frau und streichelte ihm „mit dem Arm die Wange.“ Am Ende des Schreibens lobt Leverkühn die harmonischen und seelischen Raffinessen der Musik Chopins, der Wagner nicht nur antizipiert, sondern gleichsam überholt habe.
Die ambivalente Bedeutung Esmeraldas ist unterschiedlich interpretiert worden: So verbindet der Film für Rolf Günter Renner die Todeskonfiguration der Novelle mit dem Todesmotiv des Doktor Faustus: Esmeralda ist sowohl Zeichen des Todes wie der gesteigerten ästhetischen Produktivität und durchzieht aus diesem Grund viele Werke Adrian Leverkühns. Sind es bei Aschenbach die Gefahren der Cholera, so bei Leverkühn die der Syphilis, liebt jener den Knaben Tadzio, so der Teufelsbündler seinen herzigen Neffen Echo. Die Verführungsbilder der Frau und des Knaben Tadzio, bei dessen Anblick der Schriftsteller zu wertvoller Prosa, der Komponist zu einigen Takten Musik inspiriert wird, werden im Film an verschiedenen Stellen musikalisch verknüpft. Der häufig androgyn erscheinende Jüngling spielt die Anfangstakte aus Beethovens Für Elise, was Aschenbach an eine Begegnung mit Esmeralda erinnert. Visconti verbindet die Figuren, indem der Junge das Klavierstück beginnt und die Frau es in der Erinnerung fortsetzt. Auf diese Weise wird für den Interpreten deutlich, dass die Novelle zwar einen homoerotischen Konflikt schildert, zudem aber die grundsätzliche Frage aufwirft, wie Trieb und Geist zu vermitteln sind. Die Homoerotik belege die innere Spannung der Kunst und weise auf ihre apollinisch-dionysische Ambivalenz.
Das Begriffspaar findet sich in Nietzsches früher, Richard Wagner gewidmeter Schrift Die Geburt der Tragödie aus dem Geiste der Musik, war in der klassischen Philologie aber schon vorher präsent. Während Apoll für die Sphäre der Besonnenheit steht, weist Dionysos auf die trunkene Sinnlichkeit und die „Nachtseite des Griechentums“.

### Mythologischer Hintergrund

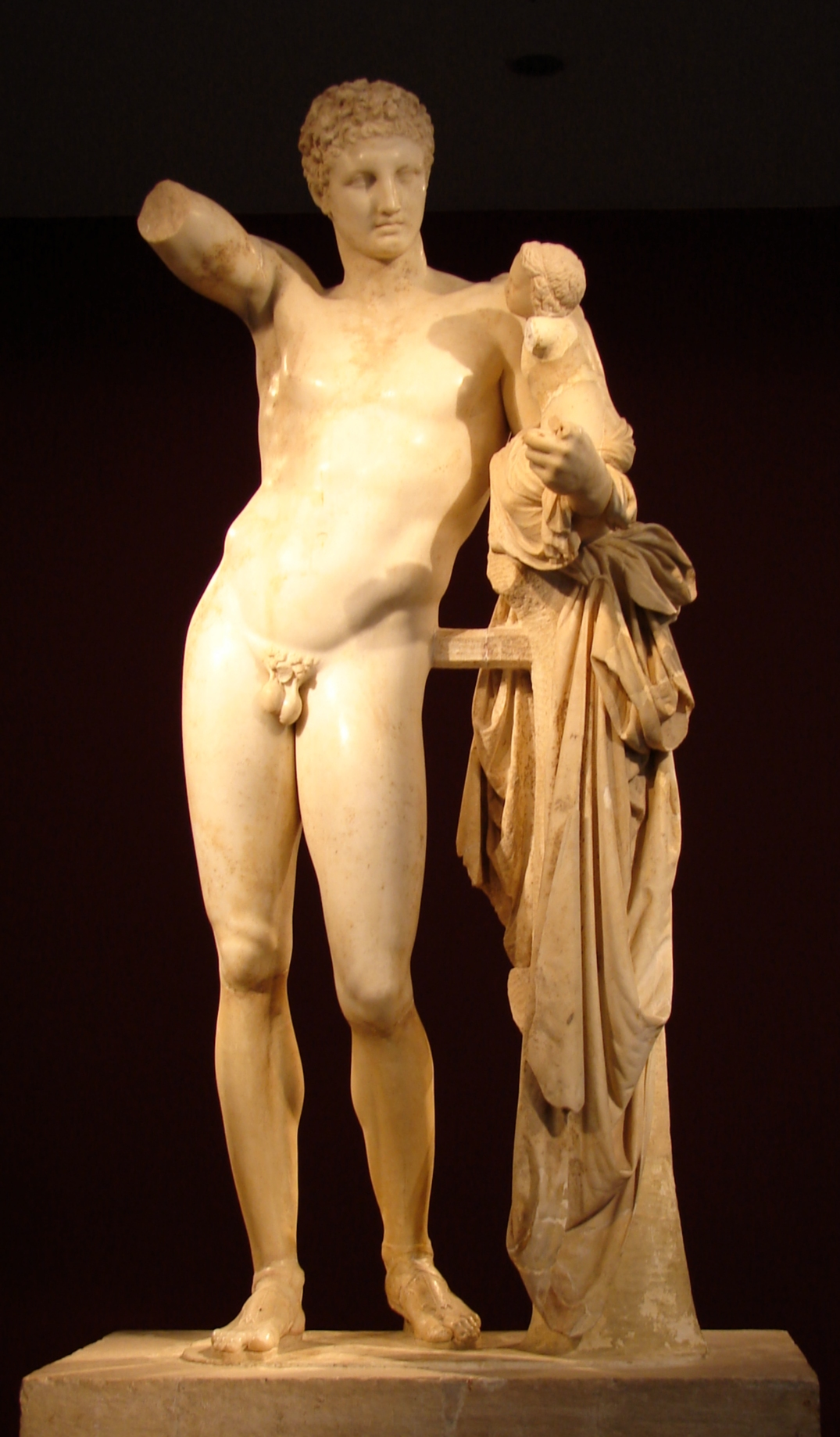
Hermes mit Dionysos-Kind, Hermes von Olympia

In der Novelle wird Aschenbachs Verfall von mythologischen Motiven begleitet und ist als dynamischer Übergang von apollinischer Ordnung und Disziplin in dionysische Leidenschaft bis zur Hörigkeit „dem fremden Gotte“ gegenüber deutbar. Wie andere Figuren der Novelle ist auch Tadzio in diesen Hintergrund eingebunden und erscheint schließlich als Todesbote und Hermes Psychopompos, der dem Sterbenden den Weg ins Jenseits weist. Visconti übertrug die Konstellation und zeigte in der Schlusssequenz, wie der Knabe sich umwendet und in die Ferne deutet.
Als der Junge, das Wasser „zu Schaum schlagend“, durch die Fluten läuft und mit triefenden Haaren „schön wie ein zarter Gott“ den Strand erreicht, denkt Aschenbach an den Ursprung der Form und die Geburt der Götter. Weitere Vergleiche der Novelle reichen von Eros und Ganymed, den „der Adler einst [...] zum Äther trug“, über Hyakinthos, „der sterben musste, weil zwei Götter ihn liebten“ bis zu Narziss. Mit dem schönen Jüngling Phaidros, den Sokrates über die Natur der Liebe belehrt, wird der gleichnamige platonische Dialog eingeführt. Dass Tadzio länger ausschlafen kann als seine Schwestern und verspätet zum Frühstück erscheint, lässt Aschenbach an einen verwöhnten Phäaken denken und einen Vers aus dem achten Gesang der Odyssee (in der Übertragung von Johann Heinrich Voß) rezitieren: „Oft veränderten Schmuck und warme Bäder und Ruhe.“
Am Ende des vierten Kapitels erlebt der früh erwachte Aschenbach einen Sonnenaufgang, der einen weiteren Homer-Bezug erkennen lässt und von Visconti bildlich verwandelt wurde. Als die Sonne sich langsam erhebt, denkt der Schriftsteller an die Göttin der Morgenröte Eos, die den schönen Kleitos entführte. Mit Tadzios langen, in die Stirn und in den Nacken lockenden Haaren erinnert er Aschenbach an den Dornauszieher.
In der Gesamtschau ist die mythologische Motivik im Film reduziert und zeigt sich vor allem in der leitmotivischen Hermes-Konfiguration. Ingeborg Faulstich geht so weit, im Film gegenüber der Novelle keine mythologischen Motive zu erkennen. Für Wolfram Schütte hingegen kündet bereits das einsame Schiff, das sich am Anfang des Films langsam aus seiner schwarzen Rauchfahne löst, Aschenbachs Überquerung des Acheron an, bevor der göttliche Tadzio mit seiner Geste schließlich in die Richtung der Unterwelt zeigt.
Die Arbeitsnotizen Thomas Manns zu seiner Novelle zeigen, dass Tadzio für ihn als amor die Liebe zur Schönheit personifizierte und er nach der Lektüre des Phaidros platonische Auffassungen vertrat: Wie Mathematiker Bilder abstrakter und unveränderlicher Formen mit „Kuben u. Dodekaedern“ zeigen, damit Unmündige sie begreifen können, „schafft auch der sinnliche Amor für uns schöne Spiegel von schönen Gegenständen.“ Um das „Göttliche u. Intellektuelle sichtbar zu machen“, bediene er sich sterblicher und veränderlicher Wesen in Gestalt vor allem „junger Leute, die mit dem vollen Glanze der Schönheit geschmückt sind“ und bewirke so allmählich die Erinnerung „an vormals gesehene Gegenstände.“
Nach diesem Aufstiegsmodell führt die Liebe zu höheren Stufen der Erkenntnis, vom Besonderen zum Allgemeinen, vom einzelnen schönen Körper zur Idee der Schönheit an sich. Nach Auffassung Eugenio Spedicatos beleuchten die in den Novellentext eingegangenen Notizen die Rolle des Jungen als amor, die auch für Viscontis Version „geltend gemacht werden kann.“

### Der Gegenspieler Alfried
Die Schönheit Tadzios liegt für Aschenbach jenseits künstlerischer Darstellbarkeit und stürzt ihn in eine Krise, die innerlich ausgetragen wird. Wie der mit Visconti zusammenarbeitende Drehbuchautor Nicola Badalucco erklärte, musste der innere Dialog musikästhetisch gestaltet werden, um die ethischen und künstlerischen Fragen ansprechen zu können. Aus diesem Grund sei die im Doktor Faustus nicht vorhandene Figur Alfried geschaffen worden, die in Viscontis Version die Projektion Aschenbachs selbst sei. Die Künstlerproblematik kann so über einen Gegenspieler präsentiert werden, der das Böse in Anlehnung an Nietzsche als „Brot des Genies“ bezeichnet und an Arnold Schönberg erinnert.
Die Gespräche über das Wesen der Kunst und der Schönheit sind einerseits in den Rückblenden auf die heftigen Diskussionen mit ihm zu hören, andererseits als Stimmen aus dem Hintergrund. Sie beziehen Elemente aus dem Phaidros ebenso ein wie Theorien über moderne Kunst und Musik, die sich an Theodor W. Adorno anlehnen und Teile eines Gesprächs zwischen Adrian Leverkühn und dem Ich-Erzähler Serenus Zeitblom wiedergeben. Leverkühn hatte gegenüber seinem Freund die Musik überraschend charakterisiert: Sie sei „Zweideutigkeit als System.“ Alle Töne hätten in unterschiedlichen, veränderbaren harmonischen Beziehungen auch jeweils andere Funktionen, seien enharmonisch verwechselbar. Mit dem Beispiel aus dem Finale der vierten Sinfonie will Alfried beweisen, dass auch Aschenbachs Musik aus dem unerschöpflichen Vorrat der Zweideutigkeiten schöpft. Schönheit entstehe natürlich und existiere aus sich selbst heraus, so sehr Künstler sich auch bemühen, sie zu erzeugen. Die auf dem Flügel gespielten Takte erinnern an das erste Thema aus dem Kopfsatz der frühen Klaviersonate in A-Dur (D 664) von Franz Schubert. Die ausführlich thematisierte Vieldeutigkeit der Kunst verweist auf vexatorische Übergänge des Bewussten ins Unbewusste, des Geistes in den Trieb und spielt auf eine unklare sexuelle Orientierung an, die im Faustus-Roman offen angesprochen wird.
In der ersten Rückblende, als Aschenbach kurz nach dem Schwächeanfall über die Zeit und Vergänglichkeit sinniert, übernimmt Visconti eine zentrale Aussage der „geheimen Aufzeichnungen“ Adrians über das Zwiegespräch mit dem Teufel. Während Alfried am Flügel das Adagietto spielt, blickt Aschenbach auf ein Stundenglas und erinnert sich, dass es ein solches auch in seinem Elternhaus gab. Die Verengung sei so haardünn gewesen, dass er zunächst geglaubt habe, die Menge im oberen Hohlraum würde nicht abnehmen. „Nur ganz zuletzt, scheint’s schnell zu gehen und schnell gegangen zu sein.“ In Kapitel XXV des Romans sagt der unentwegt Kälte ausstrahlende, rothaarige Mann: „Zeit ist das Beste und Eigentliche, das wir geben, und unsere Gabe das Stundenglas, – ist ja so fein, die Enge, durch die der rote Sand rinnt, so haardünn sein Gerinnsel [...] nur ganz zuletzt, da scheints schnell zu gehen...“ Dem anfänglichen Glauben Aschenbachs an die platonische Reinheit der Kunst steht die natürlich-sinnliche Schönheit Tadzios gegenüber, der er letztlich nicht widerstehen kann, womit die dionysischen Antithesen Alfrieds bestätigt werden.

### Dekadenz und Mehrdeutigkeit
Für Visconti veranschaulichte die Novelle den Konflikt des modernen Künstlers zwischen Autonomie und Heteronomie, Weltferne und Bindung an die bürgerliche Lebenssituation, ein Zwiespalt, der viele Werke Thomas Manns bestimmt. Über das soziologische Interesse hinaus sprach ihn das Dekadenz-Motiv an, das er auch in anderen Werken verarbeitete. Hierzu gehören der Der Leopard, Die Verdammten, Sehnsucht und sein letztes Werk Die Unschuld nach dem frühen Roman L’innocente von Gabriele D’Annunzio. Selbst die bekannten neorealistischen Produktionen wie Die Erde bebt und Rocco und seine Brüder lassen sich als „Verfall einer Familie“ verstehen. In Sehnsucht erkennt ein österreichischer Offizier, der ebenfalls den Nachnamen Mahler trägt, im Laufe des Dritten Italienischen Unabhängigkeitskrieges, dass seine Zeit ebenso vorüber ist wie die der kaiserlich-königlichen Monarchie. Während in diesem frühen Beispiel der Unzeitgemäße eine eher unsympathische Figur abgibt, schilderte Visconti die späteren Antihelden mit offensichtlicher Sympathie und verknüpfte ihr Scheitern mit einer gesellschaftspolitischen Analyse.
In den Filmen Der Leopard und Gewalt und Leidenschaft, der sich mit seinem kammerspielerischen Gestus von den üppigen Bildwelten der Deutschen Trilogie abhebt, spielte Burt Lancaster scheiternde Figuren, die Züge Viscontis tragen. Fürst von Salina steht mit seinem Niedergang auch für den prunkvollen Abschied von der italienischen Aristokratie, und wie im Tod in Venedig sind die Pfade Eros’ und Thanatos’ verschlungen. Der Fürst schwärmt für die bürgerliche Angelica und wird von ihrer Schönheit so geblendet wie Aschenbach von der Tadzios. Wird das Scheitern der Vereinigung für ihn zur Vorahnung des eigenen Todes, ist sie bei Aschenbach tödliche Gewissheit.
Der Knabe erinnert den Komponisten nicht nur an Esmeralda, sondern auch an seine verstorbene Tochter und an erfüllte Momente mit ihr und seiner Frau auf dem Landsitz. Anders als Don Fabrizio, der Angelicas Schönheit zwar wahrnimmt, wegen seines Alters aber bewusst verzichtet, gibt Aschenbach sich seinen Gefühlen hin und verfällt nach zögerlichen Versuchen, Venedig zu verlassen, in die Rolle des passiven Beobachters: selbst als er sich beim Friseur verjüngen lässt, reagiert er nur, wird zum Objekt von Verfügungen, welche die Welt über ihn zu verhängen scheint. Zwar findet er sich nach kurzer Bestürzung damit ab, erkennt aber bald seine groteske Situation und bricht am Brunnen in ein verzweifeltes Lachen aus. Aschenbachs Blicke in den Spiegel und auf die Fotografien seiner früheren Familie zeigen laut Rolf Günter Renner die Vorgeschichte seiner Liebe, die sich „auch als Zuneigung zu einem gewünschten Sohn deuten lässt“, dem er in seiner Phantasie väterlich über den Kopf streichelt. In Viscontis Version trete die homoerotische Liebe an die Stelle einer gescheiterten, mühsam verdrängten familiären Beziehung.
In seinem vorletzten Werk Gruppo di famiglia in un interno wählte Visconti erstmals einen Gegenwartsstoff, der auf einem Originaldrehbuch basiert. Nach Auffassung Gilbert Adairs verfilmte er den Tod in Venedig damit ein zweites Mal, setzte die Liebe des Älteren allerdings offen in Szene.
Thomas Mann empfand sich als Chronist der Dekadenz, der sie zugleich überwinden, ihr eine emanzipatorische Absage erteilen wollte. Aus der analytisch-psychologischen Perspektive Nietzsches beschrieb er auch in seiner Novelle ihre pathologische wie verfeinernde Tendenz. Die Dichotomie von Bürgerlichkeit und Künstlertum, moralischer Sendung des Pädagogen und ästhetischer Verausgabung des Künstlers bleibt bestehen und führt zur schrittweisen Isolation Aschenbachs. Visconti hebt den körperlichen Verfall des Protagonisten besonders hervor. Der Niedergang ist umso tragischer, als Aschenbach ihn erkennt und sich dennoch schrittweise in einen geschminkten Narren verwandelt, der an den aufdringlichen Greis auf dem Schiff erinnert. Nachdem er Tadzio ein letztes Mal durch das schmutzige Labyrinth der verfallenden Stadt gefolgt ist, sinkt er wie eine zerbrochene Marionette zusammen und bricht in ein verzweifeltes Lachen aus. Die im Werk Thomas Manns wie Viscontis angelegte Ambivalenz zeigt sich auch hier, indem der Eros den Künstler in einen Zustand der Zerrissenheit, einen Zwiespalt mit dem alltäglichen Leben und der Welt führt und ihn der bürgerlichen Sphäre entreißt. Auf der anderen Seite wird er hellsichtiger, erkennt die Quellen der Sublimierung und die Verbindungen von Kunst und Abgrund. Wie Thomas Mann die Musik (im Doktor Faustus) von Natur aus als zweideutig und fragwürdig charakterisiert, wollte Visconti in seinem Film eben diese Mehrdeutigkeit zeigen und gleichzeitig den dezenten Tonfall der Novelle bewahren. Selbst die Erinnerung an das ausgepfiffene Konzert ist mehrdeutig, indem einige der wenigen Enthusiasten gerade das Leidenschaftliche seiner Kunst bejubeln, ein bescheidener Erfolg, den er nicht genießen kann, sondern als Selbstverrat ansieht, was seinem Gegenspieler Alfried nicht entgeht.

## Rezeption

### Einfluss und Filmzitate
Die berühmteste Thomas-Mann-Verfilmung beeinflusste spätere Adaptionen musikalisch und visuell. Sie wirkte stilbildend und führte zu weiteren, sehr aufwendigen Produktionen nicht nur aus dem Œuvre Manns. Viele Filme orientierten sich dabei an Viscontis Vorbild, zitierten es sorglos oder zeigten, wie schwer es war, sich von ihm zu distanzieren.
Die Auswahl der Musik mit dem vierten Satz der dritten, vor allem aber der fünften Sinfonie begründete den Erfolg und die Wirkmächtigkeit von Morte a Venezia. Egon Günthers Lotte in Weimar aus dem Jahr 1975 und weitere Produktionen zeigen nach Auffassung Yahya Elsaghes eine unübersehbare Affinität zu Viscontis Werk. Es dränge sich der Eindruck auf, die DEFA habe sich „in den Windschatten der erfolgreichsten Thomas-Mann-Verfilmung aller Zeiten zu begeben“ versucht.

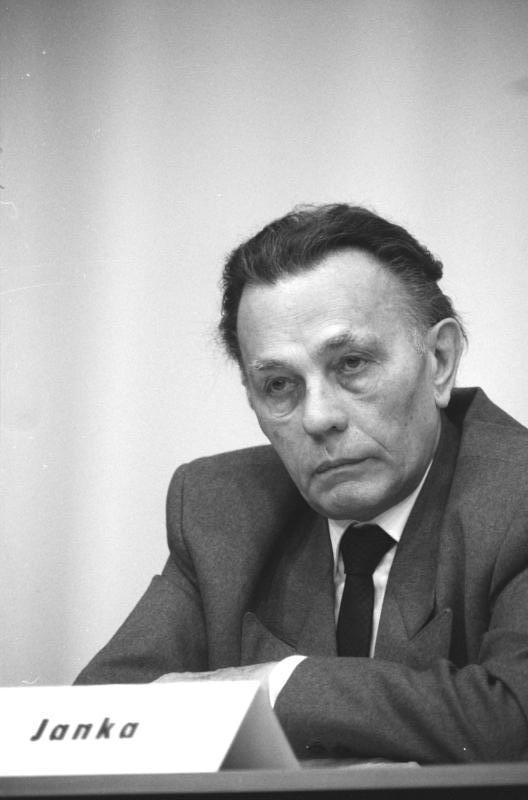
Walter Janka, 1989 in Berlin

Der Produktionsleiter Erich Albrecht erbat am 21. November 1973 eine „Ansichtskopie“ von Tod in Venedig, um den Film vorzubereiten. Günthers Literaturverfilmung mit Lilli Palmer als Charlotte und Martin Hellberg als Goethe beginnt mit vergleichsweise unbeschwerten Passagen des ersten Satzes der sechsten Sinfonie, als wäre aus dem Fundus lediglich weitergezählt worden. Weil zwischen der Episode aus Goethes Leben (1816) und der Entstehung der Sechsten nahezu ein Jahrhundert liegt, spricht Elsaghe von einem Anachronismus und vermutet, dass ein erfolgreiches Mittel lediglich kopiert, ja plagiiert worden sei. Was bei Visconti den inneren Gründen des Mahler-Bezuges folge, wirke hier effekthascherisch. Die Abhängigkeit beschränkt sich auf die Musik und betrifft nicht das gesamte Projekt, dessen Anfänge länger zurückliegen. Walter Janka, Dramaturg der DEFA und Spiritus rector des Lotte-Projekts, hatte bereits 1971 die Absicht geäußert, den Stoff zu verfilmen, und war nach Zürich gefahren, um mit Katia und Golo Mann über die Verfilmungsrechte zu sprechen. In seinem Reisebericht bewertete er Viscontis Film kritisch und stufte ihn als ungeeignet für das Publikum ein. Der Film komme „für die DDR schon [...] wegen des Themas nicht in Betracht.“ Auch künstlerisch verbrämte „Knabenliebe“ sei „kein Filmthema für unser Publikum.“ Er sei sicher, dass Lotte in Weimar „ein thematisch weit größeres und künstlerisch wertvolleres Ereignis“ werde als „dieser“ Visconti-Film, der „das filmische(s) Selbstbewußtsein“ allerdings „enorm gefestigt“ habe.
Der Einfluss zeigt sich auch in Jürgen Kniepers Musik für Hans W. Geißendörfers Zauberberg-Adaption, die Reminiszenzen an die unvollendete Zehnte erkennen lässt. Peter Vogels Version der frühen Novelle Der kleine Herr Friedemann lässt das Vorbild ebenfalls erkennen. Wie Aschenbach beobachtet der von Ulrich Mühe gespielte Friedemann das Objekt seiner Liebe, die angebetete Gerda von Rinnlingen, an einem Strand, der in der früheren Novelle nicht existiert. Als Zitat greift der Film ferner die Großaufnahme mit dem engelhaften Antlitz Björn Andrésens auf. In dieser Phantasie Aschenbachs wird das Gesicht vor blauem Himmel zunächst seitlich und nach einer leichten Drehung frontal eingeblendet, während der Wind durch die Haare des Jungen streicht. In der Friedemann-Verfilmung kommt es während eines Opernbesuchs zu einer zweiten Begegnung mit der von Maria von Bismarck gespielten Femme fatale. In vier frontalen Großaufnahmen erscheint das erhellte Gesicht mit leicht wehenden Haaren vor dunklem Hintergrund.
In seiner Liebeskomödie Blume in Love von 1973 zitierte der amerikanische Regisseur Paul Mazursky Viscontis Verfilmung, verzichtete dabei auf die Wehmut der Novelle und ignorierte gesellschaftliche Tabus.
Als Stephen Blume in einem Straßencafé auf dem Markusplatz an seine Ex-Frau denkt, fällt ihm auf, dass ein älterer Mann einen jüngeren beobachtet und sich ihm nähert. Am Ende des Films legt der Ältere seinen Arm vertraulich auf die Schulter des Mannes, während ein Orchester Isoldes Liebestod spielt. Der junge Darsteller Ian Linhart, der in der Komödie ebenfalls schulterlange blonde Haare trägt, übernahm im selben Jahr eine Nebenrolle in Viscontis Ludwig II.
Ein ironisches Zitat aus Morte a Venezia findet sich auch am Anfang des Films Mahler von Ken Russell. Auf der Fahrt nach Wien hält der Zug am Bahnhof Vöcklabruck. Der von Robert Powell dargestellte, sehr geschwächte Mahler blickt durch das Fenster seiner Frau Alma nach, die ein Modemagazin kaufen will. Da sieht er einen Jungen im Matrosenanzug, der sich selbstvergessen um Bahnsteigsäulen dreht. In diesem Moment erklingen die ersten Töne des Adagiettos. Auf einer Bank im Vordergrund sitzt ein an Thomas Mann erinnernder Herr mittleren Alters in einem weißen Anzug, beobachtet den Knaben und lächelt. Der Junge bemerkt das Interesse, schlendert an ihm vorüber, berührt die Lehne der Bank und setzt sein Spiel direkt vor ihm mit ausladenden Gesten fort.

### Der Film als Wendepunkt

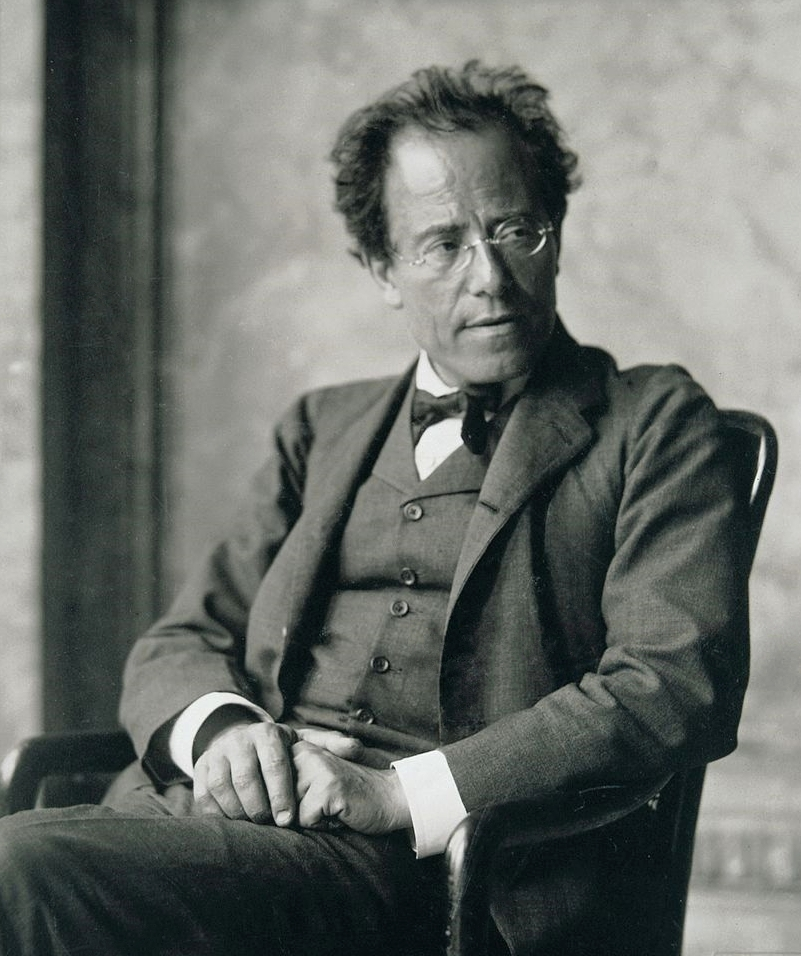
Gustav Mahler, 1907

Zahlreichen Kritikern gilt Tod in Venedig als Viscontis bedeutendstes Werk und als Musterbeispiel einer gelungenen Literaturverfilmung. Der Film ist ein Wendepunkt in der Rezeptionsgeschichte der Novelle und Gustav Mahlers. Er hat nicht nur das mittlerweile weltberühmte Adagietto einem breiten Publikum zugänglich gemacht, sondern auch die Wahrnehmung der Figur Gustav von Aschenbach geprägt.
Die Adaption löste zwar keine „Mahler-Renaissance“ aus, verstärkte aber eine bestehende Entwicklung. Bereits Ende der 1950er und Anfang der 1960er Jahre waren Mahlers Werke zunehmend aufgeführt worden. Maurice Abravanel, der 1933 aus Deutschland vertrieben worden war, nahm noch vor Leonard Bernstein eine Gesamteinspielung der Sinfonien in Angriff. Die Auffassung, in Mahler einen Wegbereiter der Moderne zu sehen, setzte sich nach 1950 schrittweise durch, wozu auch Adornos Monographie von 1960 beitrug.
Die neue Gestaltung der Vorlage ließ Jean Améry 1971 konstatieren, es gebe fortan zwei Versionen des Todes in Venedig: Die Novelle Thomas Manns, „die aus einer anrüchigen Spielerei“ in die Sphäre der Klassizität emporgestiegen sei auf der einen, „die filmische Zauberei Viscontis“ auf der anderen Seite. Es sei stimmig und legitim, Aschenbach in einen Komponisten zu verwandeln, zumal Visconti ihn über den Faustus-Roman stellenweise mit Adrian Leverkühn identifiziere. Man werde auch nach seiner optisch hypnotischen Schöpfung die Melodik der Sätze im Ohr behalten und nicht verlieren. Mit Tadzio habe er einen „Jüngling von ganz außerirdischer Schönheit“ sichtbar gemacht, dessen „mysteriöses [...] Lächeln noch aus der rohesten Männer-Normalität homoerotische Zärtlichkeit hervorzaubern“ müsse. Améry sprach auch das Problem an, Aschenbachs Befindlichkeit und innere Perspektive auf die Welt gerade in den Momenten darzustellen, die eine Kongruenz mit der Vorlage erreichen, etwa in seiner maskenhaft erstarrten Mimik auf der Hotelterrasse. Er warf dies nicht Bogarde vor, den er ausdrücklich lobte, sondern führte es auf den unauflösbaren Konflikt zurück, literarische Texte angemessen zu übertragen. Stets treffe die Vieldeutigkeit des Wortes auf die rohe Faktizität und sinnliche Wirklichkeit des Bildes. Die Reflexionen zur deutschen Seelenlage in den Rückblenden seien allerdings verunglückt. In ihnen hebe sich der fatale Alfried als aufgeregt schreiender „Vollblutmusikant“ von der Distinktion seines Lehrers ab. Die Szenen seien dramaturgisch überflüssig und erinnerten an den einzig missglückten Film Die Verdammten. Hans-Klaus Jungheinrich sah in den Bildern des Todes und Verfalls Aschenbachs noch etwas Tröstendes, ja eine mögliche Quelle des Glücks und begründete dies mit Viscontis Willen „zu formaler Geschlossenheit“ seiner Kunst, die selbst da gegenwärtig sei, wo sie „genießerisch ihre Todesbereitschaft“ offenbare. So gereiche „dem an den schönen Bildern Trinkenden“ auch „noch das Trostlose zum Troste.“
Wie Laurence Schifano beschreibt, war die Liebe nach Viscontis Auffassung nicht kraftlos oder schwach, sondern eine blitzartige Erkenntnis, eine Versenkung in Schönheit, die tödlich sein konnte. Dies zeige sich nicht nur im ersten Anblick Tadzios, sondern auch in den Auftritten Angelicas im Leoparden, Konrads in Gewalt und Leidenschaft oder Salomes in seiner Inszenierung von 1961. So male der Film Platens Tristan aus: „Wer die Schönheit angeschaut mit Augen / Ist dem Tode schon anheimgegeben“. Gerade die Erleuchtung durch die vollkommene Schönheit des Knaben wird für den ursprünglich distinguierten Vernunftmenschen zur Quelle der Zerrüttung. Im Literarischen Quartett vom 15. Dezember 1994 erklärte Marcel Reich-Ranicki, dass es – im Gegensatz zu einem „Tatsachen-Mitteiler“ wie Joseph Roth – nicht leicht sei, Thomas Mann zu verfilmen und es viele misslungene Versuche gebe. Eine Ausnahme bilde der Film Viscontis, der keinen einzigen Dialog übernommen und die Novelle völlig neu gestaltet habe, was ihm gut gelungen sei. In einem 1982 im Fernsehen ausgestrahlten Gespräch sagte Golo Mann, dass sein Vater die Ansicht „Buch ist Buch und Film ist Film“ vertreten habe und „ganz eindeutig“ für Verfilmungen gewesen sei. Er bezeichnete Tod in Venedig als gelungenste filmische Umsetzung und befand, dass er „ein sehr schöner Film ist, beinahe zu schön“, der „sehr wichtige Aspekte der Novelle vollkommen wiedergibt“. Thomas Mann „wäre begeistert gewesen.“
Nach Auffassung Rolf Günter Renners besticht die Verfilmung durch die gelungene Verknüpfung von optischen mit musikalischen Sequenzen. Es sei naheliegend, die psychologischen und ästhetischen Fragen der Novelle mit denen des späteren Romans zu verknüpfen, der die Problematik des Frühwerks weiterführe. So entstehe auf doppelte Weise ein Netz neuer Verknüpfungen, das diejenigen der Novelle umgreife und erweitere. Die zunächst gewagte Darstellung Aschenbachs als Komponist und seine Stilisierung nach dem Vorbild Gustav Mahlers erweise sich als interpretatorisch überzeugend. Wie die Musik Mahlers für eine Spätphase und Endzeit der musikalischen Tradition und Ordnung stehe, zugleich aber spannungsvoll auf das Neue weise, habe auch Thomas Mann die Tradition bewahren wollen und gleichzeitig neue Wege beschritten. So verteidige Aschenbach das hohe Stilideal der Klassizität, das er gegen die scheinbaren Anforderungen der Zeit stelle, sei aber gleichzeitig von einer Sehnsucht nach einer neuen Form des Schreibens ergriffen. In verdichtenden Visualisierungen demonstriere der Film das ästhetische Gesetz seiner Kunstform, Schrift durch Bilder, Musik und Gesten zu ersetzen.
Jürgen Otten stuft Morte a Venezia als kongeniale Verfilmung ein. Die Todesszene habe die Gemüter der Welt verständlicherweise berührt: Der einsam verlöschende Komponist hat sich für Tadzio geschminkt, „seine letzte große Verheißung“, um jünger, attraktiver und glücklicher zu erscheinen, und sieht nun, dass alles sinnlos war und er den Jungen verloren hat. Der trostlose Anblick des alten Mannes, dessen Schminke sich mit den Tränen mischt, sei über die Sphäre der Apperzeption hinaus ergreifend und zeige die Vergeblichkeit seiner Existenz. Das Adagietto mit der von Mahler selbst gewünschten „seelenvollen“ Melodie hebe „molto ritardando“ an, als wollte es sagen, die Welt stehe still. Elliptisch verbinde sie Anfang- und Schlusssequenz des Films und führe die menschlichen Topoi Melancholie und Abschied, Drama und Verlassenheit des Helden zusammen, der schließlich „vom Tod an die Hand genommen wird.“ Yahya Elsaghe sieht in Morte a Venezia die „einzig gute“, ja beste Thomas-Mann-Verfilmung überhaupt. Die italienische Produktion sei nicht von „den Zwänge(n) nationaler Selbstvergewisserung“ geprägt worden, die von Beginn an bei deutschen Verfilmungen erkennbar gewesen seien. Bezeichnenderweise sei die heftigste Kritik, etwa der Protest Klaus Pringsheims, aus Deutschland gekommen.

### Kontroversen
Es wurden auch kritische Einwände erhoben, die sich auf die Rückblenden, die ironischen und mythologischen Aspekte der Vorlage und die Darstellung Tadzios bezogen.
Joachim Kaiser hielt die Transformation Aschenbachs in einen Komponisten für unnötig und kritisierte die einmontierten Leitmotive mit Esmeralda und die Szenen mit dem rüden Freund Alfried. Mit der „Lagunen-Herrlichkeit und spätbürgerliche(n) Vornehmheit“ seiner Adaption zelebriere Visconti den Ernst des Lebens als Filmkunst. Die selbstbewusst ausgebreitete Kultur erscheine in hermetischer Isolation einer „Zauberberg-Atmosphäre“, die nur einmal durch die ordinären Straßensänger aufgehoben würde. Gehe es in der anspielungsreichen Vorlage um den Widerspruch zwischen (äußerer) Erscheinung und (innerer) Schwäche, biete Viscontis Version „statt einer tiefsinnig-leitmotivischen [...] Untergangswelt lauter Überdeutlichkeiten.“ Bogarde sei zwar ein „virtuos zurückhaltender Schauspieler“, könne aber die „germanischen [...] Probleme“ des Künstlers mit ihrer „Tendenz zum Abgrund“ nicht ausdrücken und verleihe der Figur schon zu Beginn etwas Todgeweihtes. So werde die Spannung zwischen dem Ethos des preußischen Künstlers und seinen Liebesgefühlen nicht deutlich, der politische Aspekt der Novelle gehe verloren. Tendiere das Drama Aschenbachs ins Private, deute die überirdische, an Botticelli erinnernde Schönheit Björn Andrésens auf „eine zu große Allgemeinheit: pervers ist, wer sich nicht von diesem Tadzio hinreißen läßt.“ Das häufig ertönende, schöne Adagietto wirke als Stimmungsmusik „so überdeutlich wie der ganze Film“ und spiegele nicht das Typische Mahlers wider, wodurch die Kunst gerade dort kommerzialisiert werde, „wo sie am anfechtbarsten“ sei.
Hans Rudolf Vaget monierte den Wegfall des ersten Kapitels, das einfach hätte verfilmt werden können. Er lobte die visuellen Details und den klugen Einsatz der Musik, warf Visconti aber vor, sich auf das Thema Homosexualität fokussiert, andere Details der Begegnung vernachlässigt und Tadzio erotischer als erforderlich dargestellt zu haben. Während er die Novellenfigur an griechische Kunstwerke der Antike, Gestalten der griechischen Mythologie und schließlich Hermes Psychagogos selbst erinnere, sinke seine Rolle im Film auf die des homoerotischen Verführers. Visconti habe sein eigenes Thema zu sehr betont und die Konflikte im inneren Monodrama Aschenbachs vernachlässigt. Der Film werde der komplexen Vorlage nicht gerecht. Dementgegen hält Eugenio Spedicato die Vorstellung für absurd, Visconti hätte lediglich seiner eigenen Orientierung huldigen oder Tadzio gar als „consenting minor“ darstellen wollen. Da die Reaktionen des Jungen auch mit Neugier, Narzissmus und Genugtuung erklärbar seien und es zu keiner einzigen Berührung oder verbalen Andeutung komme, deute nichts auf eine sich anbahnende erotische Beziehung. Vaget verkenne die eigentliche Bedeutung, die im Film nicht anders sei als in der Novelle und über ein bloß inneres Monodrama hinausgehe – Aschenbachs asketische Haltung erweise sich als brüchig, sein Verfall verdeutliche innere Widersprüche, Tadzio sei leidlich Katalysator einer bereits angelegten Krise. Derlei Kritik würde zudem die sinnliche Komponente der Novelle selbst minimieren, der es nicht zuletzt wegen des orgiastischen Traums an Deutlichkeit nicht fehle. Es sei falsch, die Beziehung realistisch zu deuten, da der Bewunderte trotz aller äußerlichen Schönheit ein idealisiertes Liebesobjekt bleibe. Wie hinter einer unsichtbaren Wand lebe Aschenbach in einer anderen Welt als Tadzio, dem er aus ästhetisch-schöpferischen wie mythischen Gründen hörig sei.
Laut Wolfram Schütte reduzierte Visconti den stilisierten platonischen Dialog über Kunst und Schönheit, Pflicht und Leidenschaft ebenso wie die Polarität des Apollinischen und Dionysischen auf Rückblenden, die Aschenbachs Bewusstsein wie verstreute Bruchstücke des Gewissens durchziehen. Mit seinen Zusätzen und Verkürzungen schaffe er zwar eine eigene „erzählerische Mythologie“, vergröbere aber die Vorlage und beraube sie ihrer Dialektik. Gabriele Seitz bewertete die Dialoge als unergiebig und ungeeignet, den literarischen und geistesgeschichtlichen Horizont der Vorlage partiell zu verarbeiten. Die Diskussionen mit Alfried seien zwar elegant eingebaut, allerdings übertrieben emotional aufgeladen und mit der Haupthandlung nur über die Selbstbeobachtung des Protagonisten verknüpft, wodurch sie einen eignen Ausdruckwert erhielten. Thorsten Zimmer bemerkte, dass dem Film die Ironie des Erzählers fehle, die gleichsam gegen Mahlers Musik ausgetauscht worden sei. Susanne Craemer bestätigt dies, weist aber auf die Eingangsszene hin, die lange Fahrt über das Meer in die Lagune von Venedig, die auch in der Novelle gänzlich unironisch sei und lediglich den traumartigen Erlebnissen der Figur folge. Mit dieser Eröffnung habe Visconti subtil auf Mahlers letzte Reise angespielt, die Schiffspassage von Amerika nach Europa. Sie ist auf einer Fotografie festgehalten, die ihn in kränklicher Verfassung zeigt. Die Ironie der Novelle beziehe sich auf den Protagonisten, während Gustav Mahler von ihr verschont bleibe.
Luciano De Giusti konstatierte, der Regisseur habe in der ihm eigenen freien Bearbeitung die Reflexionen über das Verhältnis von Leben und Kunst und damit den zentralen Konflikt des Protagonisten gestrichen. Da im Film eine Erzählstimme fehle, gehe die Einheit von ironischer Distanz und lyrischer Spannung der Novelle verloren. Der Gegensatz zwischen dionysischen und apollinischen Prinzipien, den die Erzählung über die Phaidros-Zitate austrage, sei nicht angemessen übertragen worden; Visconti fehle vermutlich der nötige Abstand zum Stoff der Vorlage.
Fabrizio Cambi hingegen lobte die Abweichung: Indem Visconti den ironischen Abstand gegenüber dem Künstlerschicksal aufgebe und durch eine tragische Komponente ersetze, zeichne er Aschenbachs Weg zum Leverkühn des Doktor Faustus nach, der den Nationalsozialismus als Triumph des dionysischen Irrationalismus über den apollinisch-demokratischen Humanismus verstehe. Nach seiner Auffassung distanzierten sich Thomas Mann wie Visconti mit jeweils unterschiedlichen Mitteln vom Ästhetizismus; der eine durch Ironie, der andere, indem er die unmenschlichen und selbstzerstörerischen Prinzipien des L’art pour l’art betonte.
Peter Zander glaubt nicht, dass Visconti die apollinisch-dionysische Spannung übersehen hätte. Die Figur sei eben erkennbar kein Leistungsethiker wie in der Novelle, sondern ein von Anfang an Gebrochener, der sich den dionysischen Kräften wehrlos überlasse. Der Film stehe nicht in der Tradition der Thomas-Mann-Adaptionen, sondern variiere die großen Visconti-Themen historischer Umbruch und Verfall der privaten und familiären Sphäre. Ihm erschließen sich einige Adaptionen erst, wenn sie von der literarischen Vorlage gelöst und mit Blick auf das Œuvre des Regisseurs interpretiert werden. Sehr deutlich werde dies bei Visconti, der in Morte a Venezia sein zentrales Thema auf den Film übertragen, die Vorlage verändert, dabei aber Details der Farbsymbolik und des Interieurs werkgetreu übernommen habe. Für ihn und Eugenio Spedicato zeigt sich die Ironie auf einer anderen Ebene und wird auch musikalisch vermittelt. Die im Hotel erklingenden leichten Melodien Lehárs und die Gesänge der Straßenmusiker kontrastieren mit der schwermütigen Welt Mahlers. Der freche Witzbold streckt der vornehmen Gesellschaft die Zunge heraus und macht sich nicht nur über den Komponisten, sondern das gesamte Bürgertum lustig. Dass Visconti die mythologischen Facetten der Novelle nicht tilgen wollte, erhellt für Spedicato bereits aus der wiederkehrenden Hermes-Pose. Die Figurenkonstellation mit dem Gondoliere, dem geschminkten Gecken oder den frechen Straßenmusikern lasse einen dämonischen, auf die Unterwelt weisenden Hintergrund erkennen.
Einige Musikwissenschaftler warfen ein, das Adagietto mit seinem Intermezzo-Charakter werde zu oft wiederholt und so die Ambivalenz der Musik Mahlers unterschlagen. Das Todesmotiv des Films hätte eher mit der jenseitsorientierten Neunten Sinfonie ausgedrückt werden können. Kurt von Fischer verwies hingegen darauf, dass dieser Satz nicht zufällig gewählt wurde. Der Anfang des Rückert-Liedes Ich bin der Welt abhanden gekommen, das zur Zeit der Fünften entstand, stimme nahezu vollständig mit der Eröffnung des Adagiettos überein. Der Titel deute daher auf die schrittweise Entrückung Gustav von Aschenbachs. Der Einsatz der Musik sei kein Missgriff, sondern ein künstlerisch legitimer, bewusst kritischer Akt und zeuge von der hohen Sensibilität Viscontis.

### Kommerzielle Aspekte
Wie in der Branche üblich, werden nach Literaturverfilmungen Bücher zum Film herausgegeben. Noch zu Lebzeiten Thomas Manns erschien im S. Fischer Verlag zum erfolgreichen Film Königliche Hoheit eine Taschenbuchausgabe des Romans. Viscontis Adaption hatte eine deutlich verkaufsfördernde Wirkung auf die Vorlage. Bereits kurz nach dem Filmstart verkaufte sich die Novelle zehnmal häufiger als zuvor. Wenn es möglich war, wurden die Titelseiten der Taschenbuchausgaben seiner Werke in den 1970er Jahren mit Filmfotos illustriert. So findet sich auf dem Sammelband Der Tod in Venedig das Bild eines Blickwechsels zwischen Aschenbach (Dirk Bogarde) und Tadzio (Björn Andrésen).
Ähnliche Wirkungen ließen auch bei Musik- und Tonaufnahmen nicht auf sich warten. Zwei Monate nach dem Filmstart in Deutschland veröffentlichte die Deutsche Grammophon eine Einspielung des Adagiettos wie des Misteriosos der dritten Sinfonie, gab ihr den Titel Der Tod in Venedig / Death in Venice und pries sie als schönste aller Filmmusiken. Andere Tonträgerunternehmen verkauften Gesamtaufnahmen der Fünften unter dem Filmtitel. Als Gert Westphal ein Hörbuch der Novelle aufnahm, erklang Mahler ebenso wie bei einer Lesung in den Kammerspielen des Deutschen Theaters in Berlin. Für Peter Zander handelte es sich um eine beispiellose Verschmelzung von Sprache und Musik, die ein Eigenleben führte und das Medium Film weit überragte. Etwas Vergleichbares habe es nach einer Literaturverfilmung noch nicht gegeben.

### Auszeichnungen
Der Film erhielt zahlreiche Auszeichnungen und Nominierungen.
Bei der Oscarverleihung 1972 wurde Piero Tosi für das beste Kostümdesign nominiert.
Die British Academy of Film and Television Arts zeichnete Pasqualino De Santis 1972 als besten Kameramann und Ferdinando Scarfiotti als besten Szenenbildner aus. Preise wurden auch für die Kostüme und den
Ton vergeben.
Die britische Filmakademie nominierte Dirk Bogarde als besten Hauptdarsteller. Nominierungen gab es zudem für die Kategorien Film und Regie.
Vom Sindacato Nazionale Giornalisti Cinematografici Italiani wurde Ferdinando Scarfiotti mit dem Silbernen Band ausgezeichnet.
Weitere Preise und Nominierungen:
- 1971: Sonderpreis zum fünfundzwanzigjährigen Jubiläum der Filmfestspiele von Cannes
- 1971: David di Donatello (Beste Regie)
- 1972: Bodil (Bester europäischer Film)
- 1972: Prix Léon Moussinac der Association Française de la Critique de Cinéma (Bester ausländischer Film)
- 1972: sechs Nastro d’Argentos des Sindacato Nazionale Giornalisti Cinematografici Italiani (Regie, Nebendarstellerin – Silvana Mangano, Kamera, Kostüme, Produzent, Szenenbild)
- 1972: zwei Kinema-Jumpō-Preise (Bester ausländischer Film, Beste ausländische Regie)
- 1973: Premio Sant Jordi (Bester ausländischer Film)